# Kulturlinie 107
| \| \| \| Gelsenkirchen Hbf \| \| \| \| \| Heinrich-König-Platz \| \| \| \| \| Rampe Musiktheater \| \| \| \| \| Musiktheater \| \| \| \| \| Overwegstraße \| \| \| \| \| Feldmarkstraße \| \| \| \| \| Holbeinstraße \| \| \| \| \| Hans-Böckler-Allee \| \| \| \| \| Fürstinnenstraße \| \| \| \| \| Revierpark Nienhausen \| \| \| \| \| Trabrennbahn \| \| \| \| \| Nienhuser Busch \| \| \| \| \| Hanielstraße \| \| \| \| \| Katernberger Markt \| \| \| \| \| S-Bahn-Strecke Duisburg ↔ Dortmund \| \| \| \| \| Zollverein Nord Bf \| \| \| \| \| Abzweig Katernberg \| \| \| \| \| Zollverein \| \| \| \| \| Kapitelwiese \| \| \| \| \| Nikolausstraße \| \| \| \| \| Ernestinenstraße \| \| \| \| \| Krankenhaus Stoppenberg \| \| \| \| \| Herbertshof \| \| \| \| \| Herzogstraße \| \| \| \| \| Am Freistein \| \| \| \| \| Rampe Beginenkamp \| \| \| \| \| Viehofer Platz \| \| \| \| \| Rathaus Essen \| \| \| \| \| Hauptstrecke Mülheim ↔ Bochum \| \| \| \| \| Essen Hbf \| \| \| \| \| Philharmonie/Saalbau (nur HVZ) \| \| \| \| \| Rüttenscheider Stern (nur HVZ) \| \| \| \| \| Martinstraße (nur HVZ) \| \| \| \| \| Florastraße (nur HVZ) \| \| \| \| \| Rampe Rüttenscheider Straße \| (nur HVZ) \| \| \| \| Alfredusbad (nur HVZ) \| \| \| \| \| Kruppallee (nur HVZ) \| \| \| \| \| Frankenstraße (nur HVZ) \| \| \| \| \| Bredeney (nur HVZ) \| \| |  |                                    |                                    |
| U-Bahn-Kopfbahnhof Streckenanfang (im Tunnel) |  | Gelsenkirchen Hbf                  | Gelsenkirchen Hbf                  |
| U-Bahn-Bahnhof (im Tunnel) |  | Heinrich-König-Platz               | Heinrich-König-Platz               |
| U-Bahn-Tunnelende |  | Rampe Musiktheater                 | Rampe Musiktheater                 |
| U-Bahn-Bahnhof |  | Musiktheater                       | Musiktheater                       |
| U-Bahn-Haltepunkt / Haltestelle |  | Overwegstraße                      | Overwegstraße                      |
| U-Bahn-Haltepunkt / Haltestelle |  | Feldmarkstraße                     | Feldmarkstraße                     |
| U-Bahn-Haltepunkt / Haltestelle |  | Holbeinstraße                      | Holbeinstraße                      |
| U-Bahn-Haltepunkt / Haltestelle |  | Hans-Böckler-Allee                 | Hans-Böckler-Allee                 |
| U-Bahn-Haltepunkt / Haltestelle |  | Fürstinnenstraße                   | Fürstinnenstraße                   |
| U-Bahn-Haltepunkt / Haltestelle |  | Revierpark Nienhausen              | Revierpark Nienhausen              |
| U-Bahn-Bahnhof |  | Trabrennbahn                       | Trabrennbahn                       |
| U-Bahn-Haltepunkt / Haltestelle |  | Nienhuser Busch                    | Nienhuser Busch                    |
| U-Bahn-Bahnhof |  | Hanielstraße                       | Hanielstraße                       |
| U-Bahn-Haltepunkt / Haltestelle |  | Katernberger Markt                 | Katernberger Markt                 |
| S-Bahnhof quer · U-Bahn-Kreuzung mit Eisenbahn geradeaus unten · Strecke quer |  | S-Bahn-Strecke Duisburg ↔ Dortmund | S-Bahn-Strecke Duisburg ↔ Dortmund |
| U-Bahn-Haltepunkt / Haltestelle |  | Zollverein Nord Bf                 | Zollverein Nord Bf                 |
| U-Bahn-Bahnhof |  | Abzweig Katernberg                 | Abzweig Katernberg                 |
| U-Bahn-Haltepunkt / Haltestelle |  | Zollverein                         | Zollverein                         |
| U-Bahn-Haltepunkt / Haltestelle |  | Kapitelwiese                       | Kapitelwiese                       |
| U-Bahn-Haltepunkt / Haltestelle |  | Nikolausstraße                     | Nikolausstraße                     |
| U-Bahn-Bahnhof |  | Ernestinenstraße                   | Ernestinenstraße                   |
| U-Bahn-Haltepunkt / Haltestelle |  | Krankenhaus Stoppenberg            | Krankenhaus Stoppenberg            |
| U-Bahn-Haltepunkt / Haltestelle |  | Herbertshof                        | Herbertshof                        |
| U-Bahn-Haltepunkt / Haltestelle |  | Herzogstraße                       | Herzogstraße                       |
| U-Bahn-Bahnhof |  | Am Freistein                       | Am Freistein                       |
| U-Bahn-Tunnelanfang |  | Rampe Beginenkamp                  | Rampe Beginenkamp                  |
| U-Bahn-Haltepunkt / Haltestelle (im Tunnel) |  | Viehofer Platz                     | Viehofer Platz                     |
| U-Bahn-Bahnhof (im Tunnel) |  | Rathaus Essen                      | Rathaus Essen                      |
| Bahnhof mit S-Bahn-Halt quer · U-Bahn-Kreuzung (im Tunnel) · Strecke quer |  | Hauptstrecke Mülheim ↔ Bochum      | Hauptstrecke Mülheim ↔ Bochum      |
| U-Bahn-Bahnhof (im Tunnel) |  | Essen Hbf                          | Essen Hbf                          |
| U-Bahn-Bahnhof |  | Philharmonie/Saalbau (nur HVZ)     | Philharmonie/Saalbau (nur HVZ)     |
| U-Bahn-Bahnhof |  | Rüttenscheider Stern (nur HVZ)     | Rüttenscheider Stern (nur HVZ)     |
| U-Bahn-Bahnhof |  | Martinstraße (nur HVZ)             | Martinstraße (nur HVZ)             |
| U-Bahn-Bahnhof |  | Florastraße (nur HVZ)              | Florastraße (nur HVZ)              |
| U-Bahn-Tunnelende |  | Rampe Rüttenscheider Straße        | (nur HVZ)                          |
| U-Bahn-Haltepunkt / Haltestelle |  | Alfredusbad (nur HVZ)              | Alfredusbad (nur HVZ)              |
| U-Bahn-Haltepunkt / Haltestelle |  | Kruppallee (nur HVZ)               | Kruppallee (nur HVZ)               |
| U-Bahn-Haltepunkt / Haltestelle |  | Frankenstraße (nur HVZ)            | Frankenstraße (nur HVZ)            |
| |  | Bredeney (nur HVZ)                 |                                    |

Kulturlinie 107 ist ein Beiname und Informationskonzept, das im Jahre 2005 anlässlich der Bewerbung (und Ernennung 2006) Essens und des Ruhrgebietes zur Kulturhauptstadt Europas 2010 von der Essener Verkehrs-AG als Vorgängerunternehmen der Ruhrbahn für die Straßenbahnlinie 107 geschaffen wurde. Es handelt sich um im normalen Verkehr eingesetzte Fahrzeuge, also nicht um eine spezielle Linie; ihr Verlauf verbindet eher zufällig kulturell interessante Punkte.
Die Kulturlinie 107 verkehrt zwischen Gelsenkirchen Hauptbahnhof und Essen Hauptbahnhof sowie in der Hauptverkehrszeit verdichtend zwischen Abzw. Katernberg und Bredeney (siehe Teilung der Kulturlinie). Sie verbindet (mit einem Umstieg von der Verstärker-Linie in die reguläre Linie) auf einer Strecke von 17 Kilometern in den beiden Städten 60 Kulturschauplätze miteinander. In den Wagen ist die übliche Streckeninformation um die Schauplätze ergänzt, Übergänge zum Essener Kulturpfad (Blaue Steine) oder zur Route der Industriekultur sind gekennzeichnet. An den oberirdischen Haltestellen informieren Schilder über die Entfernung und Laufrichtung zu den Schauplätzen, im U-Bahn-Bereich (von Viehofer Platz bis Florastraße) sind diese Informationen in den Vitrinen untergebracht. Die Fahrzeit für eine Strecke beträgt zwischen Gelsenkirchen Hbf und Essen Hbf abhängig von der Tageszeit etwa 35 Minuten, der Tarif des VRR ist gültig.
Die Verstärker-Fahrten, welche zwischen Katernberg und Bredeney verkehren, werden mit nicht barrierefreien M-Wagen ausgeführt.
Von Zeit zu Zeit gibt es besondere Aktionen auf der Kulturlinie, etwa Fahrten mit Museumswagen oder Ansage der Stationen durch Prominente oder Schulkinder.

## Geschichte
Ende des 19. Jahrhunderts verkehrten Pferdeomnibusse zwischen Katernberg, Steele, Stoppenberg, Frintrop, Horst, Oberhausen und Bottrop. Erste Überlegungen eine Pferdebahn auf Schienen einzuführen, wurden nicht praktisch umgesetzt. Erst 1889 erhielten das Konsortium Bank für Handel und Industrie und Herrmann Bachstein eine Konzession für den Bau und Betrieb einer Dampfstraßenbahn von Essen nach Altenessen, Borbeck und Rüttenscheid, gebaut wurde dann aber eine elektrische Straßenbahn. 1893 ging die erste Strecke von Essen nach Altenessen in Betrieb, weitere Strecken nach Borbeck, Rüttenscheid und zur Zeche Nordstern folgten.
Die heutige Straßenbahnlinie 107 ist der Nachfolger der Linien 7 und 17. Die Linie 7 fuhr von der Margarethenhöhe, vorbei am Holsterhauser Platz, durch das Essener Zentrum und durch die Stadtteile Stoppenberg und Katernberg, über die Kraspothshöhe und durch Rotthausen
nach Gelsenkirchen. Die ursprüngliche Linie 17 kam bis 1967 aus Essen-Rellinghausen, vorbei am Stadtwaldplatz und durch Rüttenscheid und führte vom Abzweig Katernberg über den damaligen Flugplatz Gelsenkirchen-Essen-Rotthausen (heute GelsenTrabPark) und durch die Feldmark bis Gelsenkirchen. Von 1967 an bis 1977 war die Margarethenhöhe der südliche Endpunkt beider Linien, danach Bredeney. In dieser Zeit bis 1977 beteiligte sich auch die Bochum-Gelsenkirchener Straßenbahnen AG (BOGESTRA) am Betrieb der Linien 7 und 17. Vier ihrer umgebauten GT6 wurden so ausgestattet, dass sie an der Essener Stadtgrenze – also an der Kraspothshöhe bzw. an der Trabrennbahn – einen Essener ZR-Bw ankoppeln und mitnehmen konnten. Die Strecke über Rotthausen wurde dann 1978 aufgrund des U-Straßenbahn-Baus in Gelsenkirchen eingestellt. 1980 erhielt die Linie 17 im neuen Liniennummern-Schema zunächst die Nummer 127. Seit 1998 wird die zusammengelegte Strecke unter der Nummer 107 befahren.
Die Kulturlinie 107 wird als Straßenbahn in Katernberg in der Route der Industriekultur, Themenroute Industrielle Kulturlandschaft Zollverein, aufgeführt.

### Teilung der Kulturlinie
Mit der Einführung eines neuen Liniennetzes zum Sommer 2015 unterteilte die damalige Essener Verkehrs-AG die Linie 107 in zwei Linienabschnitte und gab damit die durchgehende Kulturlinie 107 auf. Von Bahnhof Essen-Altenessen (zuvor: Linie 106) nach Bredeney verkehrt seit dem 14. Juni 2015 die Linie 108. Zwischen Essen Hbf und Bredeney gibt es aufgrund des Mischverkehrs mit der Stadtbahnlinie U 11 Hochbahnsteige, die mit der Straßenbahn nur von älteren Fahrzeugen mit Klapptrittstufen bedient werden können. Die Linie 107 wurde auf die Strecke Gelsenkirchen Hauptbahnhof – Essen Hauptbahnhof verkürzt und kann hier mit neuen Niederflurbahnen fahren. Zwischen Bredeney und Abzweig Katernberg verkehren ergänzend zur Hauptverkehrszeit hochflurige Essener Wagen. Der Abschnitt südlich des Essener Hauptbahnhofes kann darüber hinaus mit einmaligem bahnsteiggleichem Umstieg auch mit der ebenfalls hochflurigen Linie 108 befahren werden. Seit Herbst 2019 werden die Bahnsteige in Rüttenscheid umgebaut und die hochflurigen Fahrzeuge hernach ausgemustert. Seit August 2023 sind die Stationen in Rüttenscheid nieder- und hochflurgerecht umgebaut, auch hier verkehren nunmehr Niederflurfahrzeuge; die U 11 hält am erhöhten Bahnsteigbereich.

## Haltestellen und Schauplätze

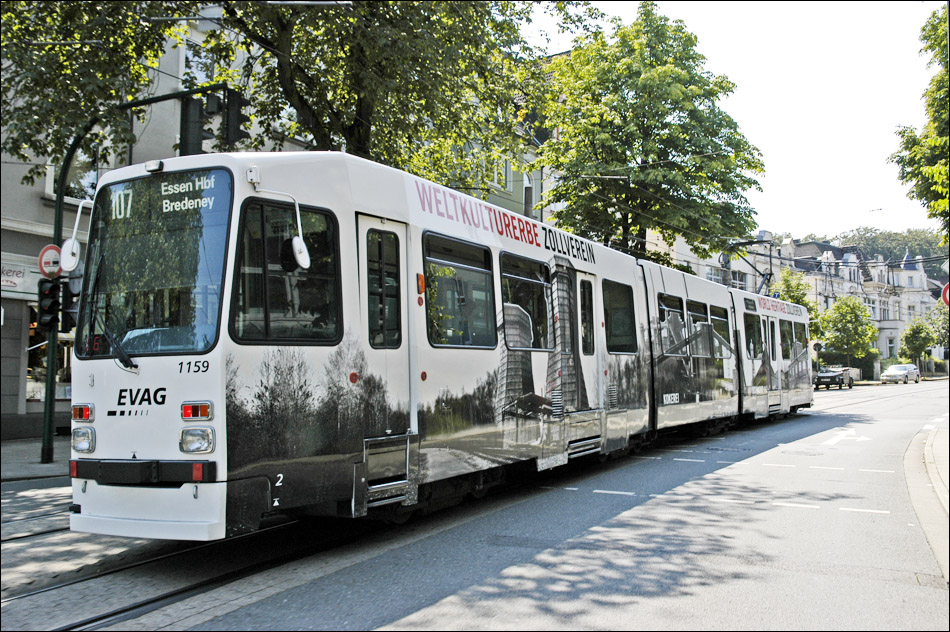
Ein hochfluriger M-Wagen der 107 warb für die Zeche Zollverein

Die (Kultur-)Haltestellen und die Schauplätze im Einzelnen:
Gelsenkirchen:
- Gelsenkirchen Hauptbahnhof
- Heinrich-König-Platz
- Musiktheater
  - Musiktheater Gelsenkirchen
  - Hans-Sachs-Haus
- Overwegstraße
- Feldmarkstraße
  - ehemalige Schachtanlage Oberschuir der Zeche Consolidation, heute Ausstellungs- und Tagungsstätte „stadt.bau.raum“[5]
- Holbeinstraße
- Hans-Böckler-Allee
- Fürstinnenstraße
- Revierpark Nienhausen
- Trabrennbahn (früher Flugplatz)

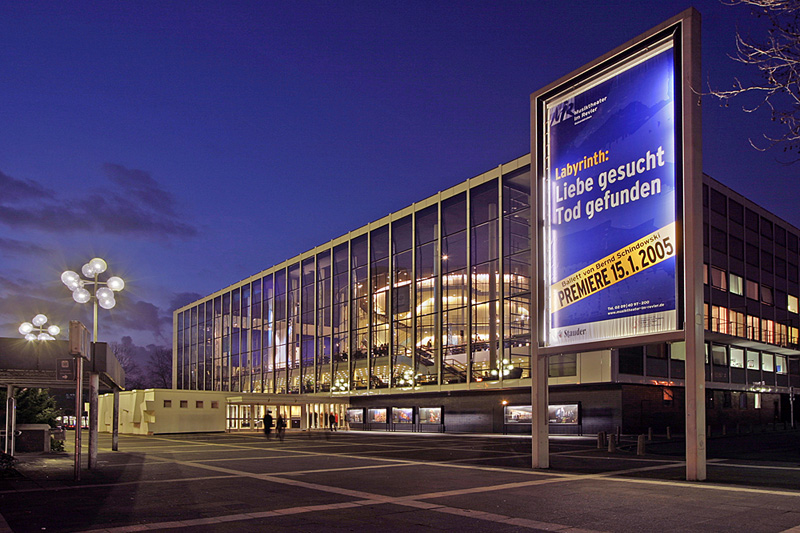
Musiktheater im Revier
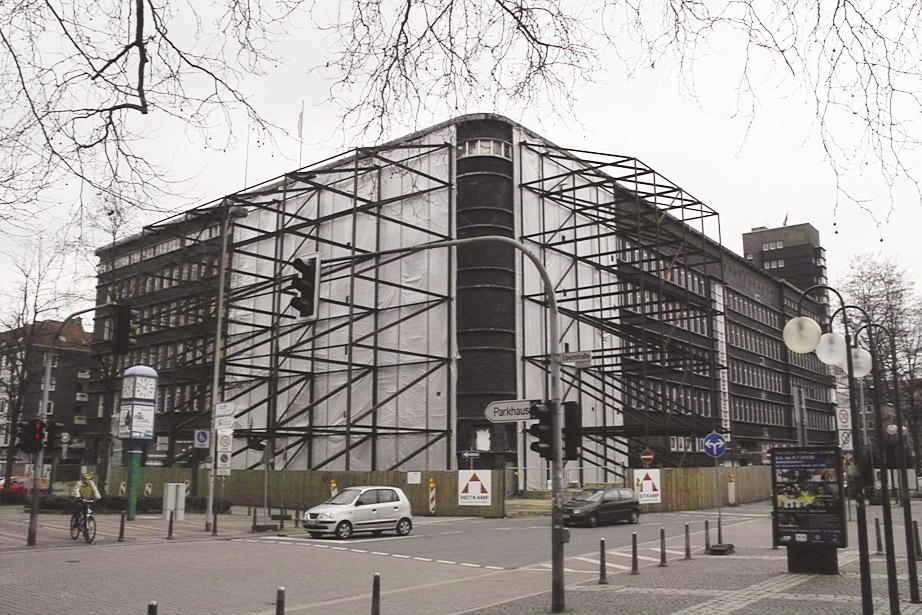
Hans-Sachs-Haus
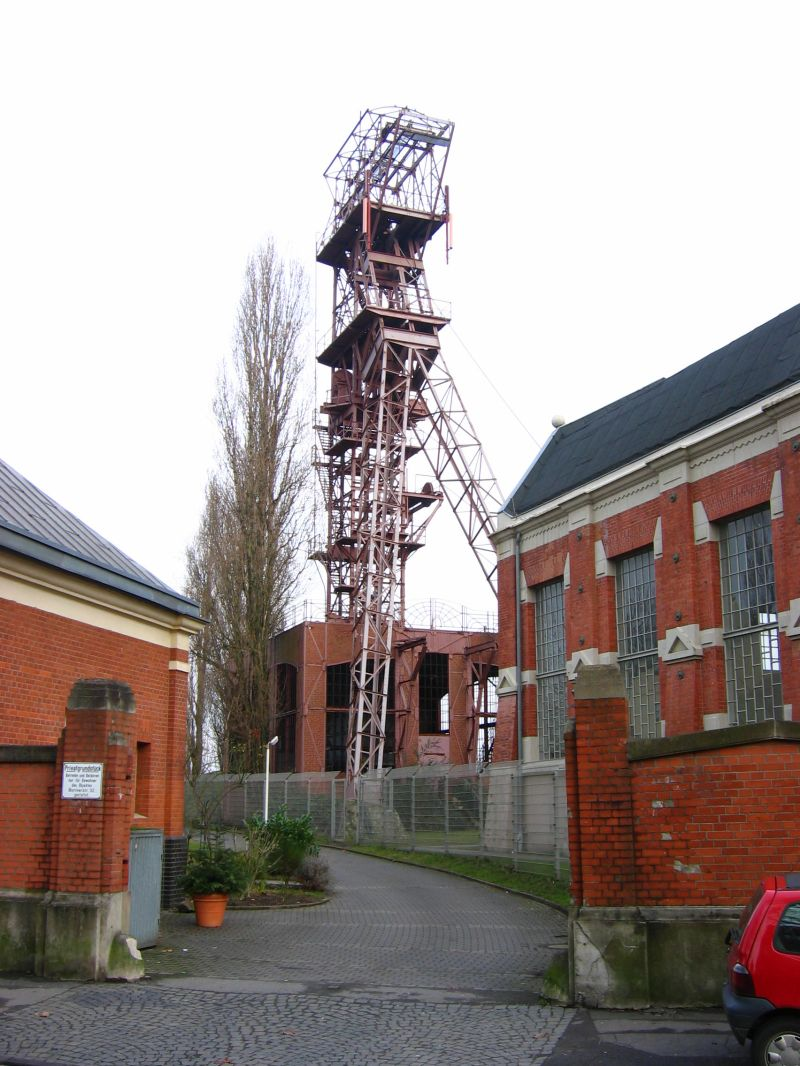
Consol Schacht 8 (Oberschuir)
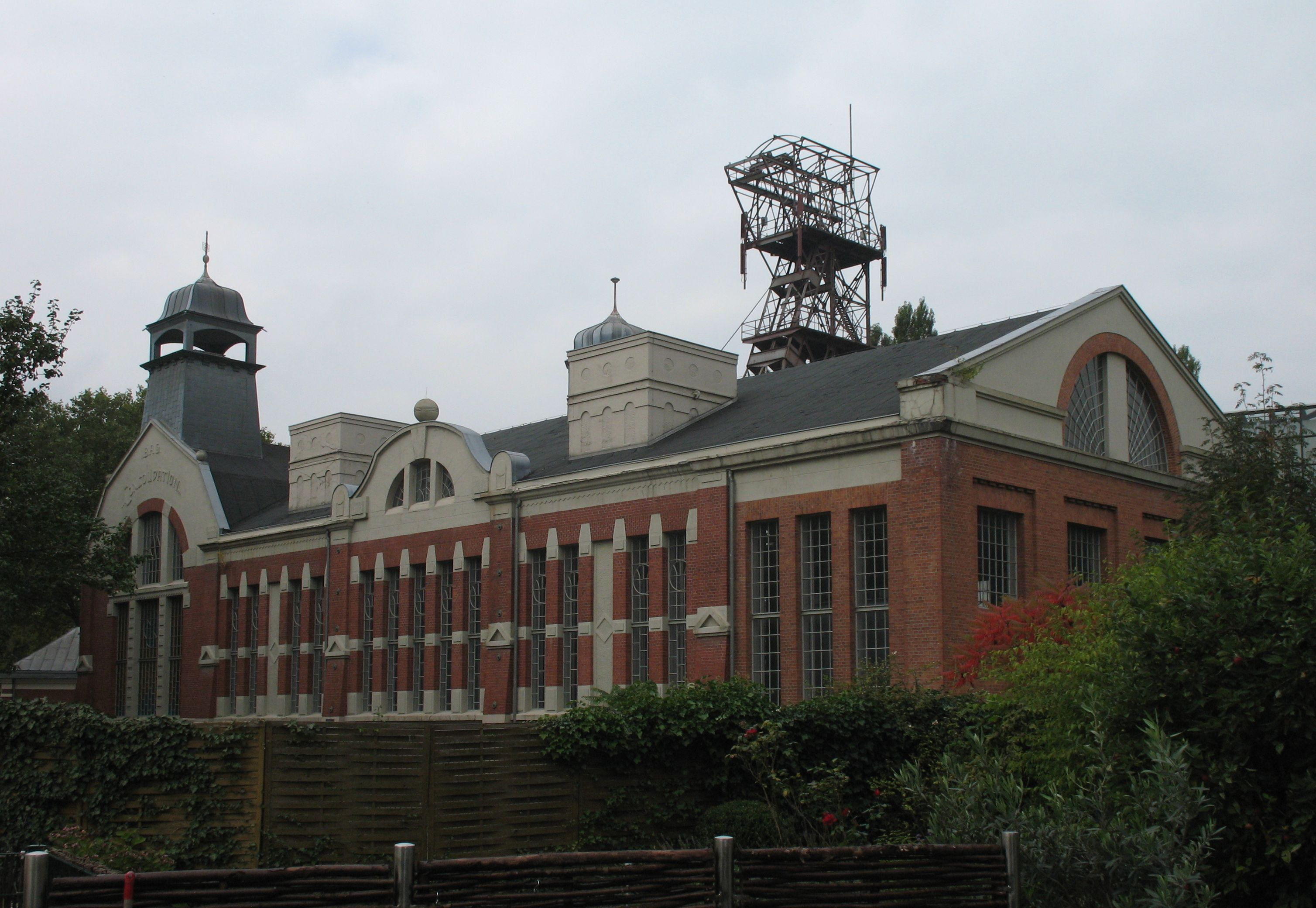
Maschinenhalle des Schachtes Oberschuir
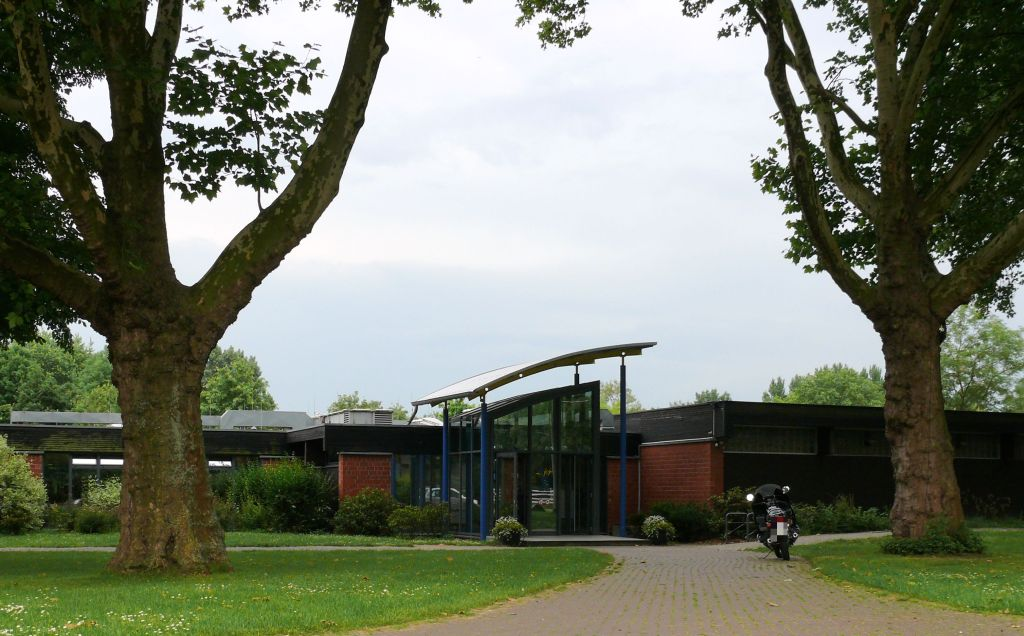
Schwimmbad im Revierpark Nienhausen

Essen-Katernberg:
- Nienhuser Busch

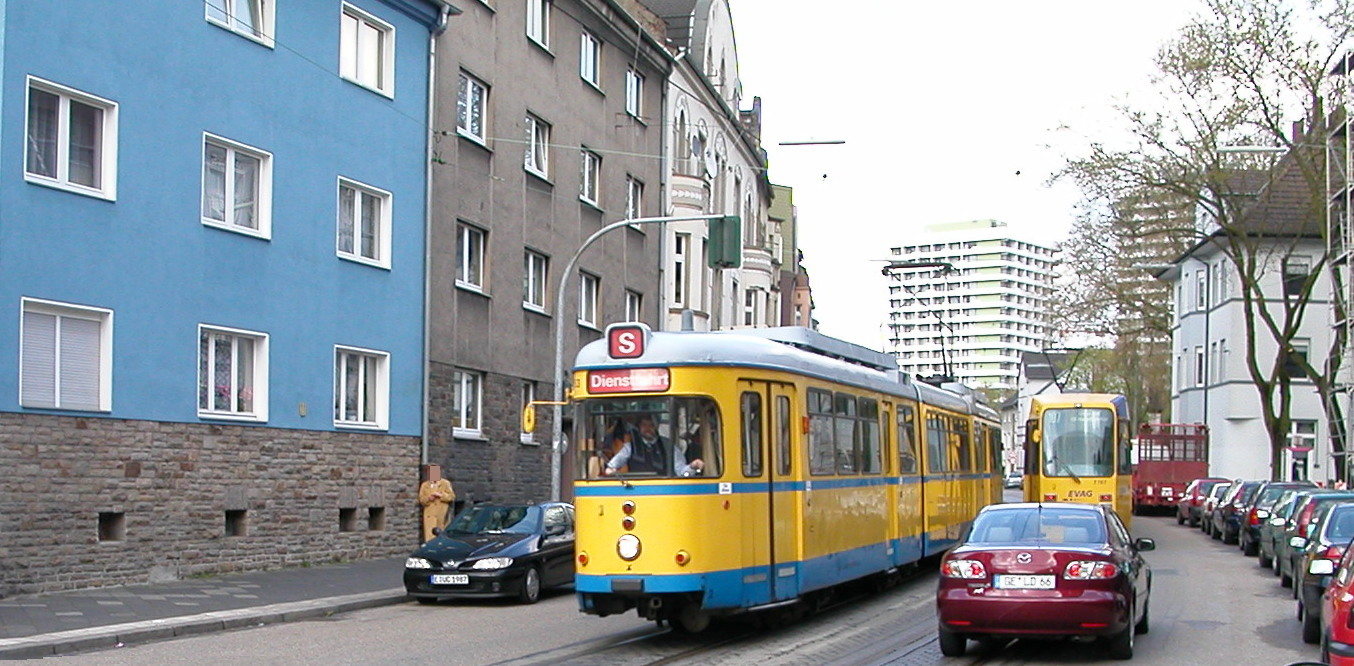
Tw 1161 auf der Linie 107 und Tw 1753 auf Sonderfahrt auf der Feldmarkstraße in Gelsenkirchen

  - Stellwerk Zollverein als Teil der Schachtanlage 4/5/11 auf der Zeche Zollverein, heute genutzt als Künstleratelier und als Triple Z: ZukunftsZentrumZollverein
- Hanielstraße
- Katernberger Markt
  - Katernberger Markt mit der evangelischen Kirche Katernberg
  - Werksfürsorge Zollverein
- Zollverein Nord Bf
  - Heilig-Geist-Kirche in der alten Ölfabrik Blass
  - Kunstschacht Zollverein in der ehemaligen Kraftzentrale der Schächte 1/2/8 der Zeche Zollverein
  - PACT Zollverein, das Internationale Choreografische Zentrum in der ehemaligen Waschkaue der Zeche

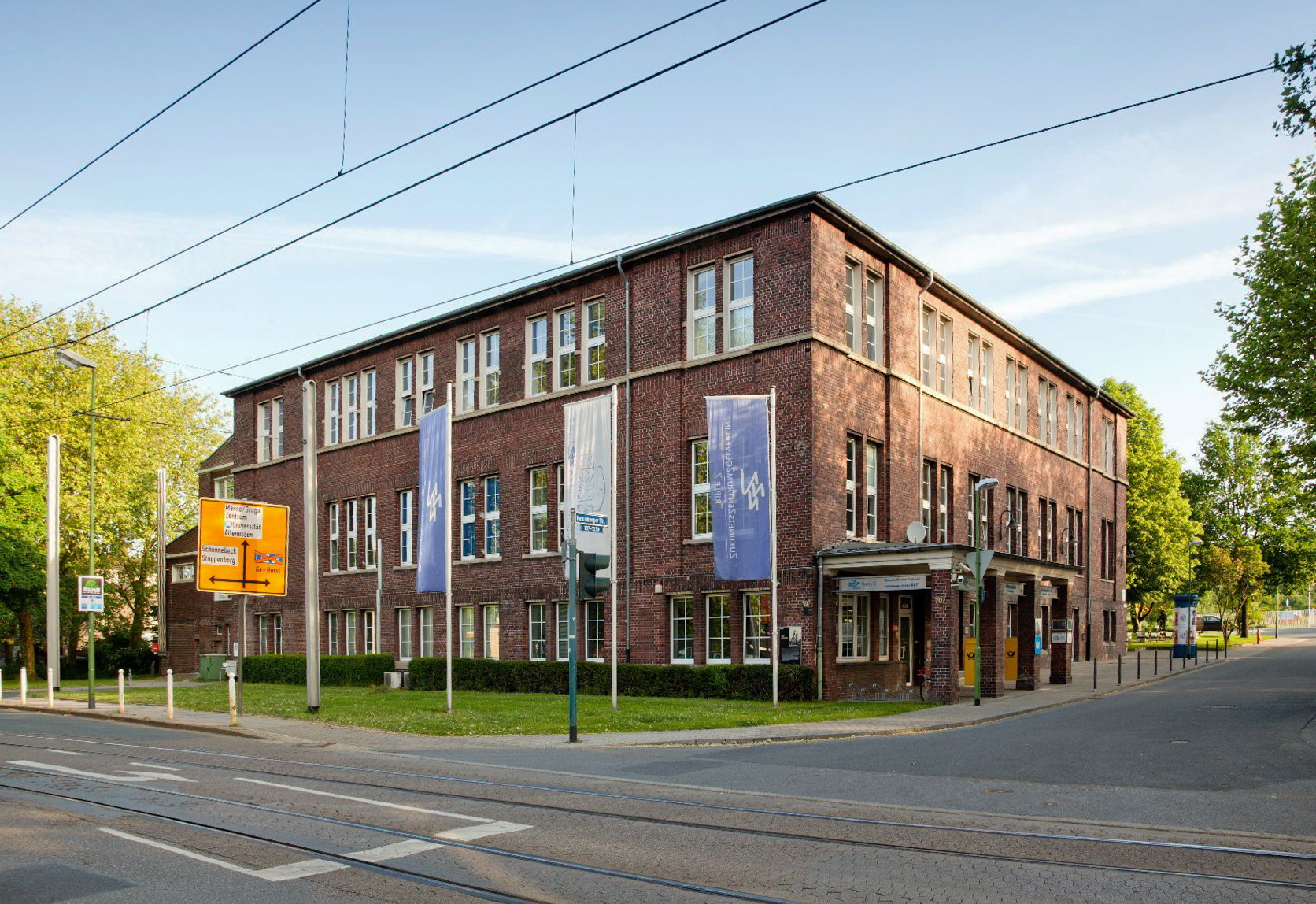
Ehemalige Lohnhalle Zollverein Schacht 4/5/11, heute Verwaltung Triple Z
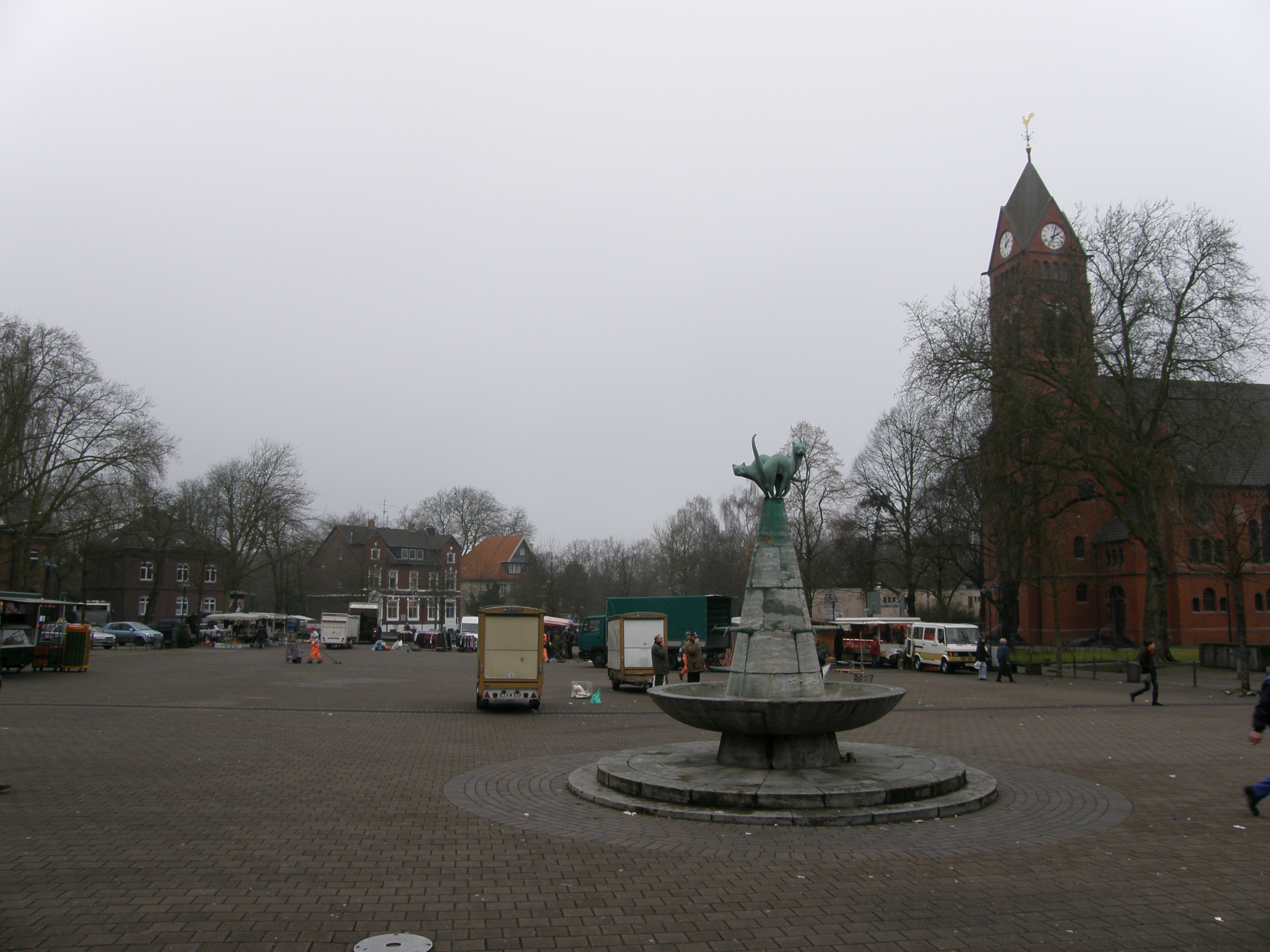
Katernberg Markt mit „Bergmannsdom“
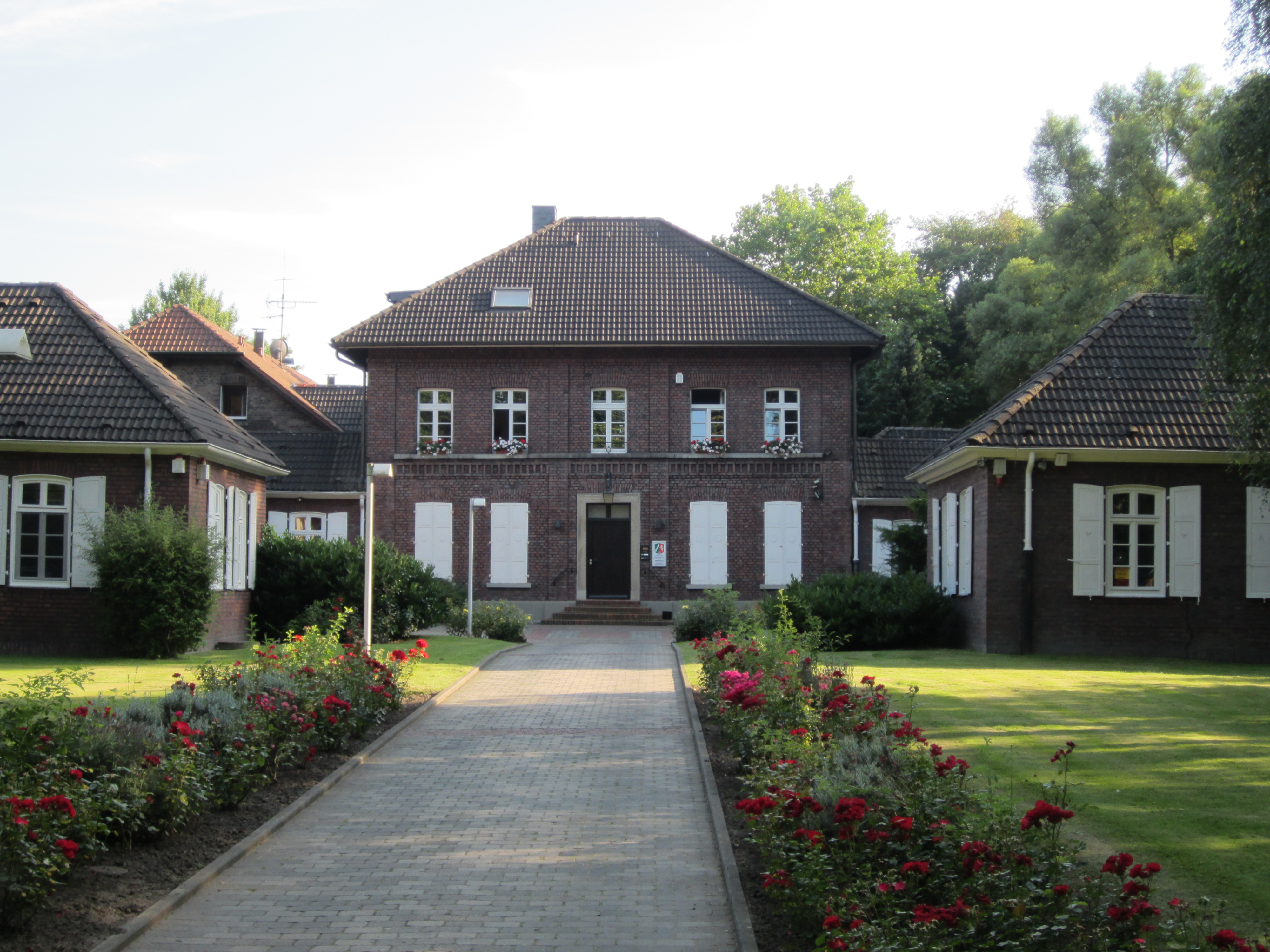
Werksfürsorge Zollverein
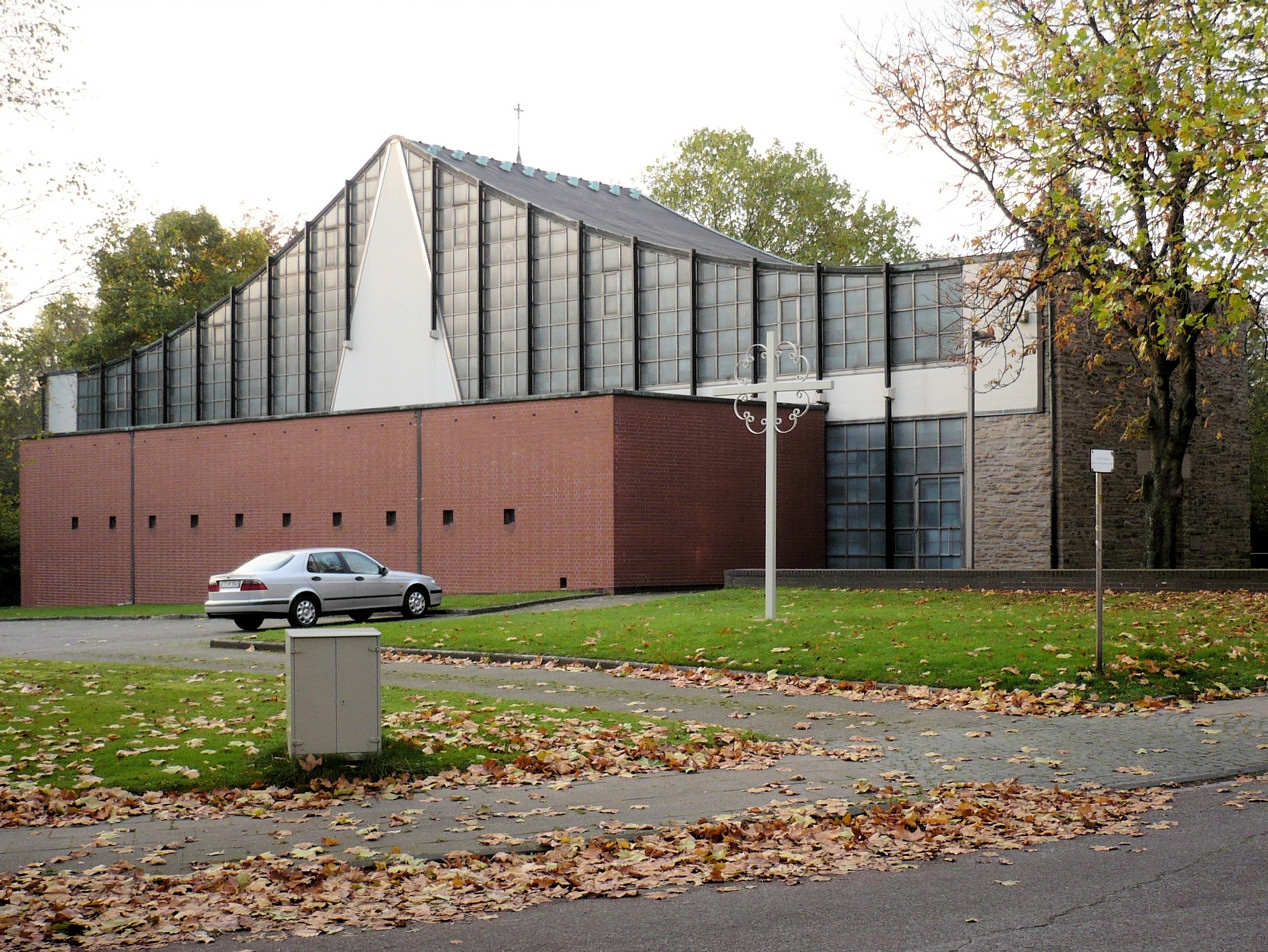
Heilig-Geist-Kirche
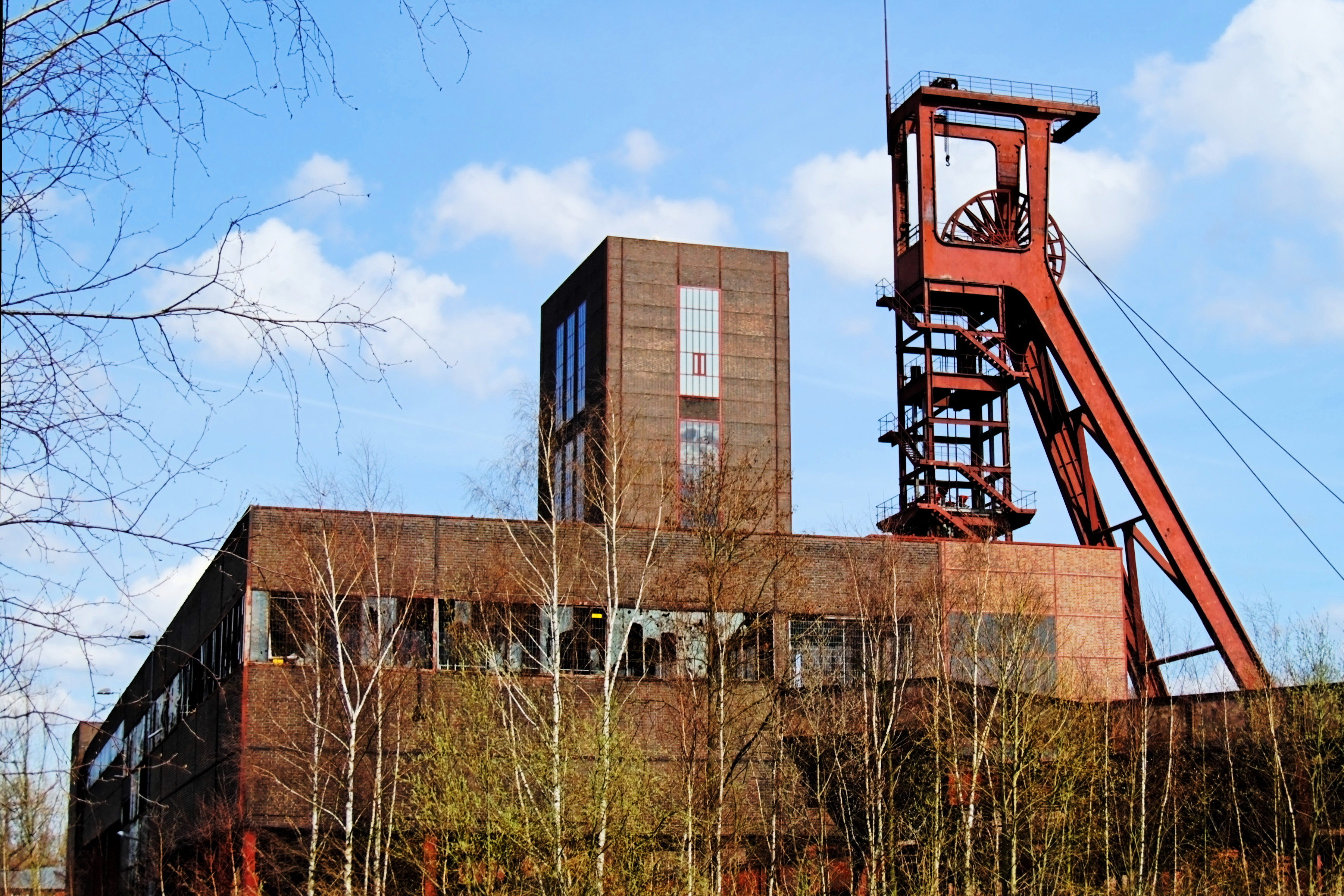
Zollverein Schacht 1/2/8

- Abzweig Katernberg
  - der einzige Neubau auf dem Gelände der Zeche Zollverein, der Zollverein-Kubus
  - erlebnispädagogische Dauerausstellung Erfahrungsfeld zur Entfaltung der Sinne in Fördermaschinenhalle Zeche Zollverein 3/7/10
- Zollverein
  - UNESCO-Weltkulturerbe Zollverein Schacht XII
  - Design Zentrum NRW
- Kapitelwiese
  - UNESCO-Weltkulturerbe Kokerei Zollverein
  - Ruhr Museum
- Nikolausstraße

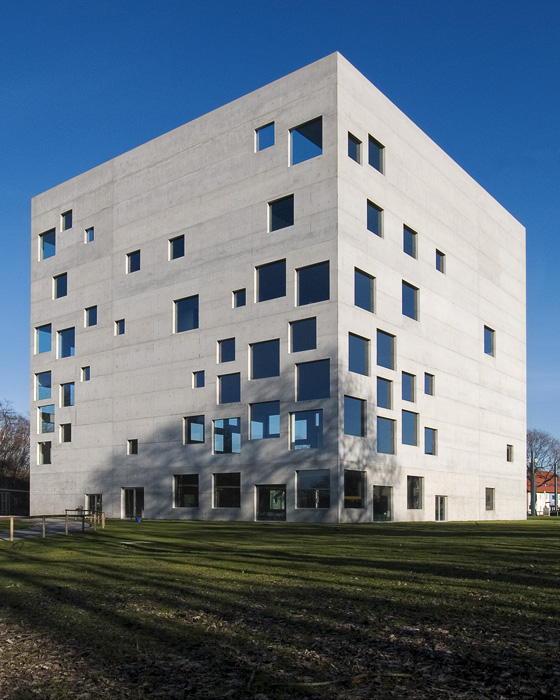
Zollverein-Kubus
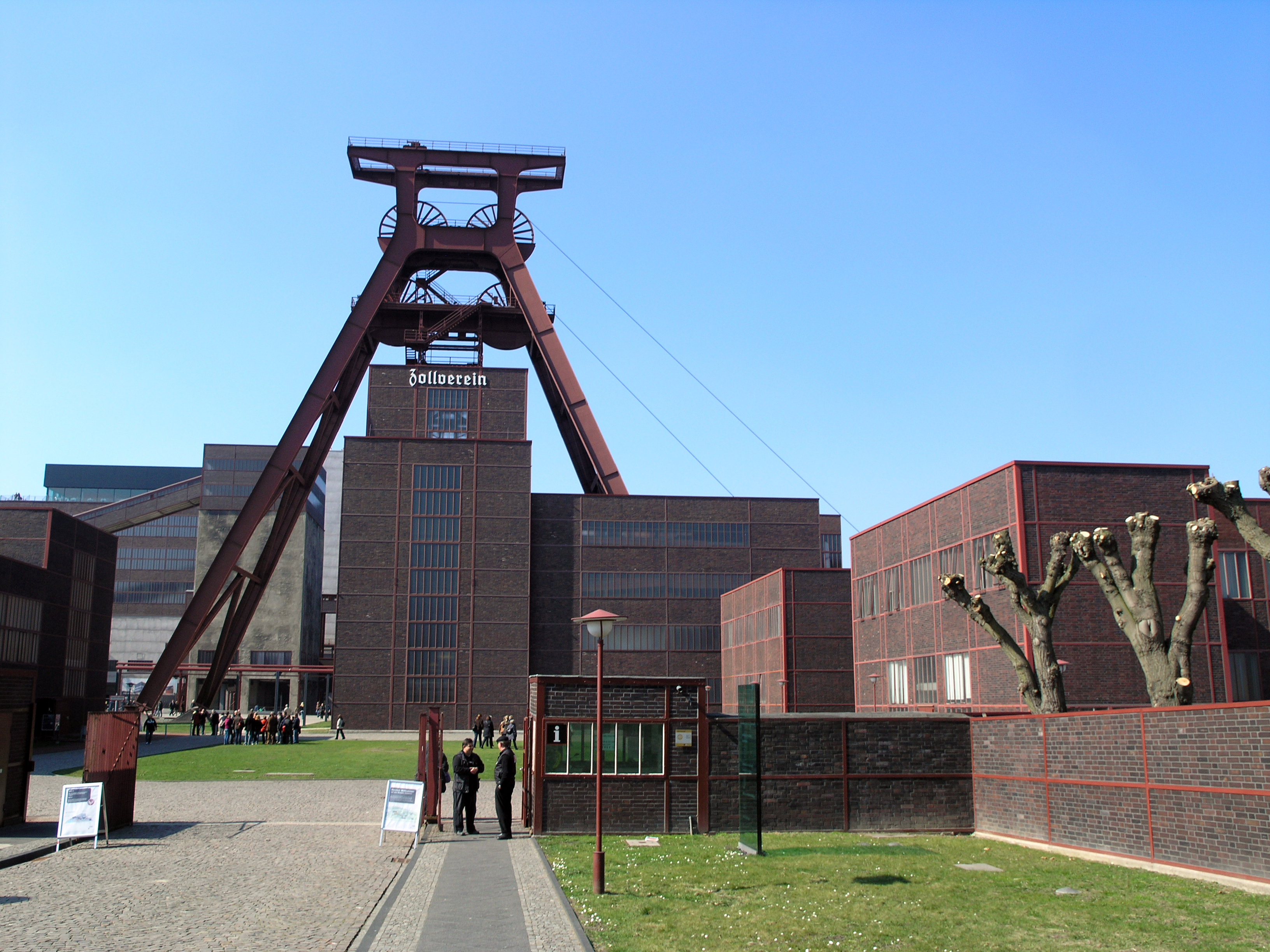
Zollverein Schacht 12
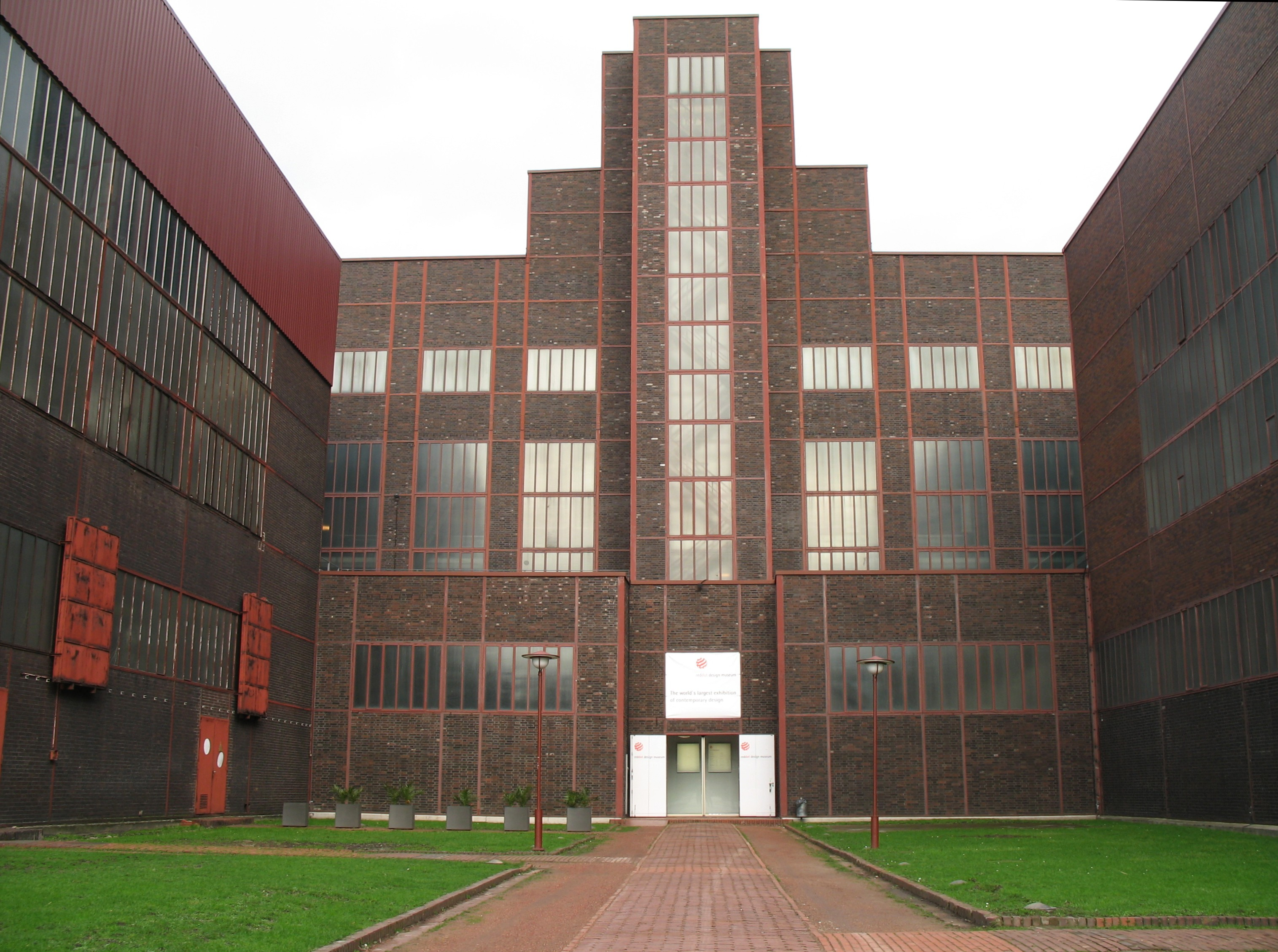
Red Dot Design Museum
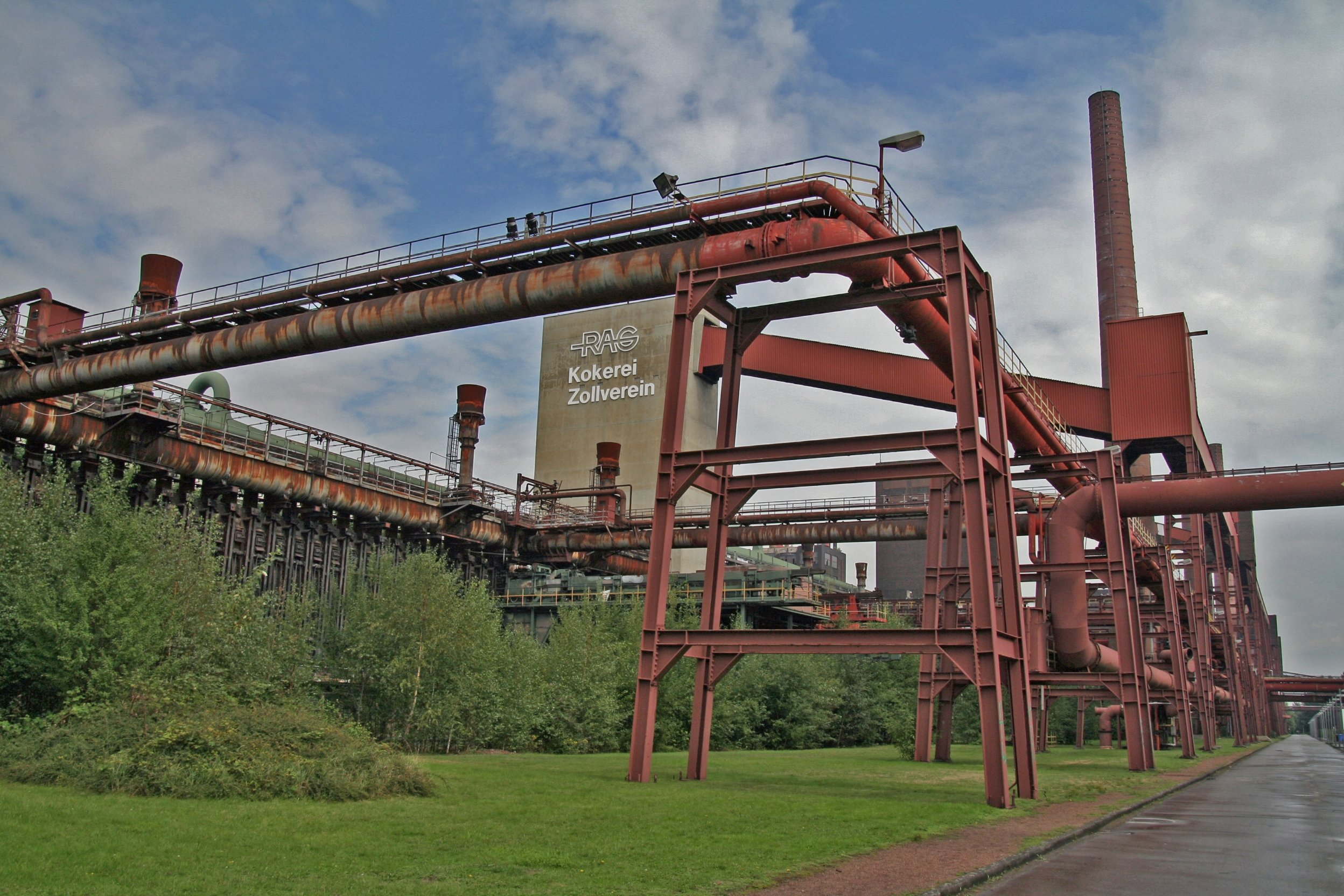
Kokerei Zollverein
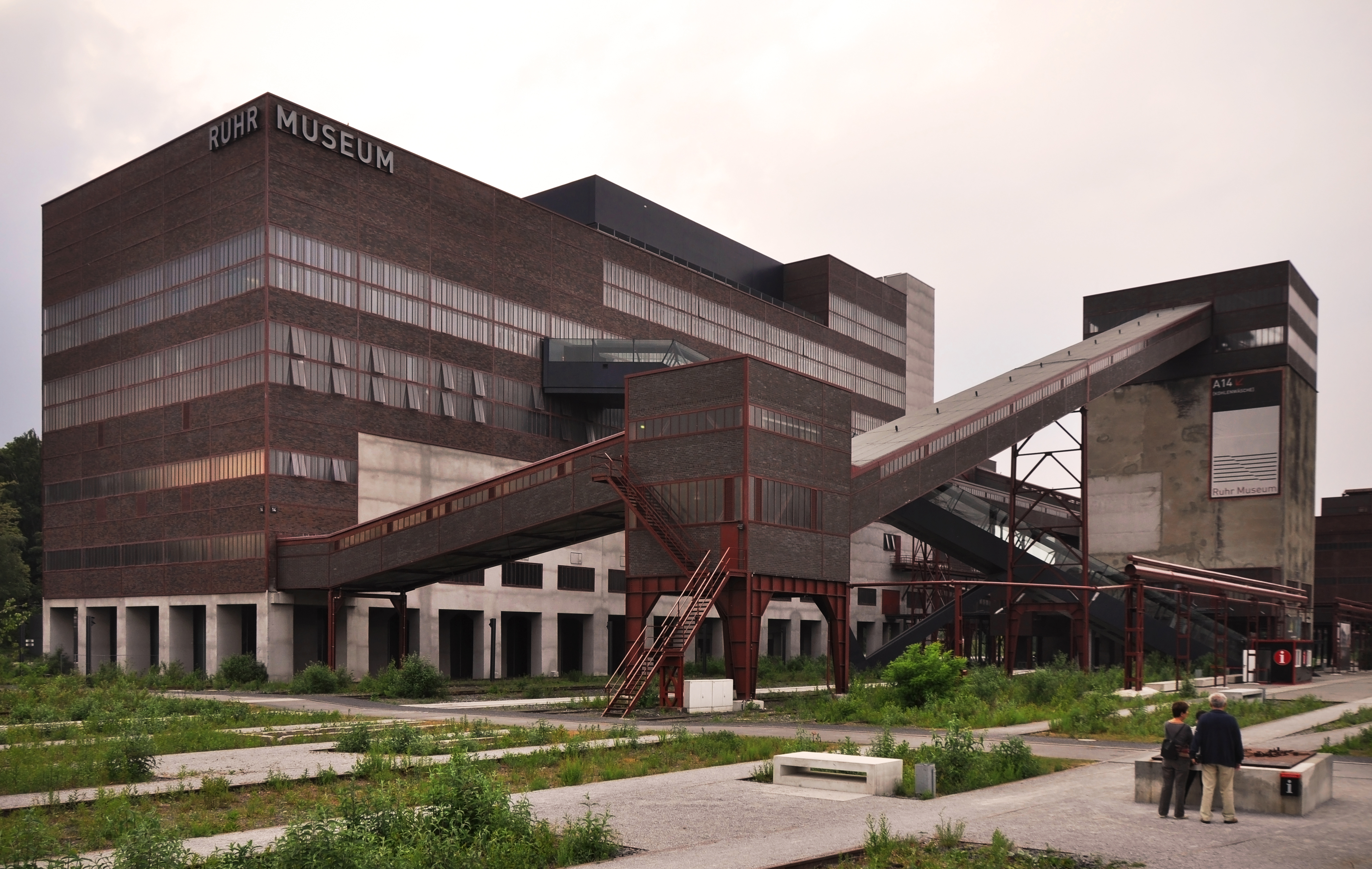
Ruhr Museum in der Kohlenwäsche

Essen-Stoppenberg und Altenessen:
- Ernestinenstraße
  - Neuromanische Nikolauskirche Stoppenberg mit Jugendstilausstattung von 1906
  - Stiftskirche Maria in der Not
- Krankenhaus Stoppenberg
- Herbertshof
- Herzogstraße
- Am Freistein
  - Eltingviertel, die erste planmäßige Innenstadterweiterung ab 1880 mit denkmalgeschütztem Wohnungsbau

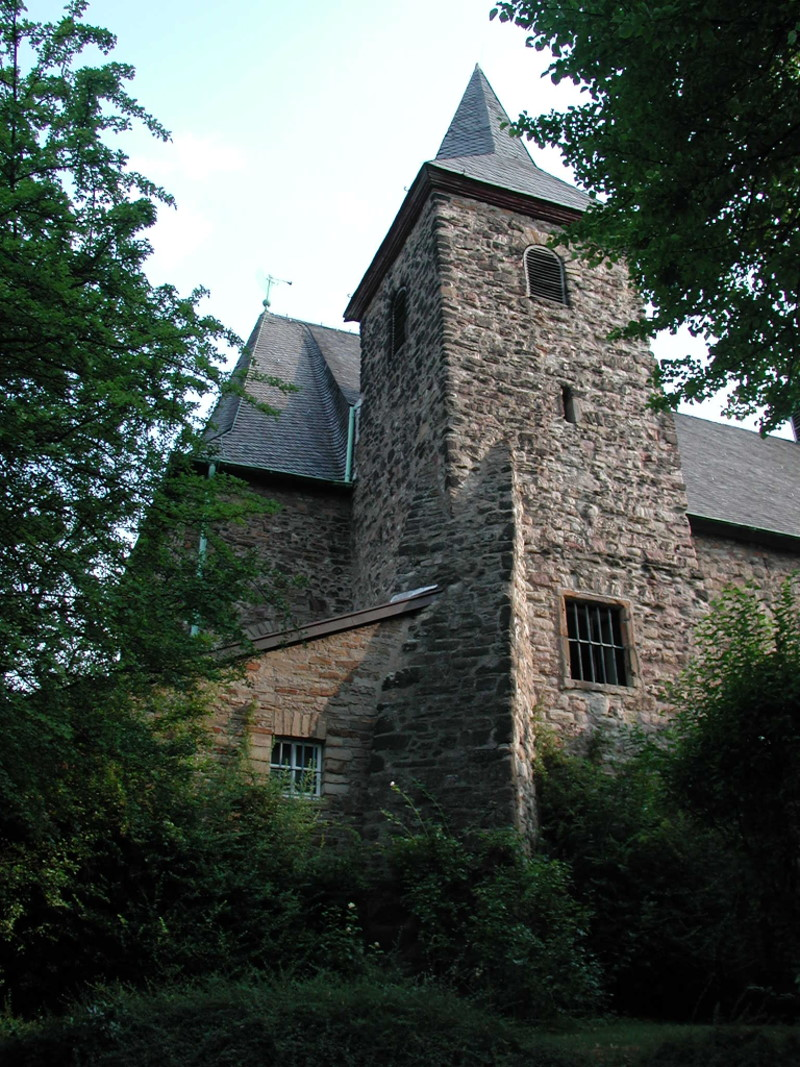
Stiftskirche Maria in der Not
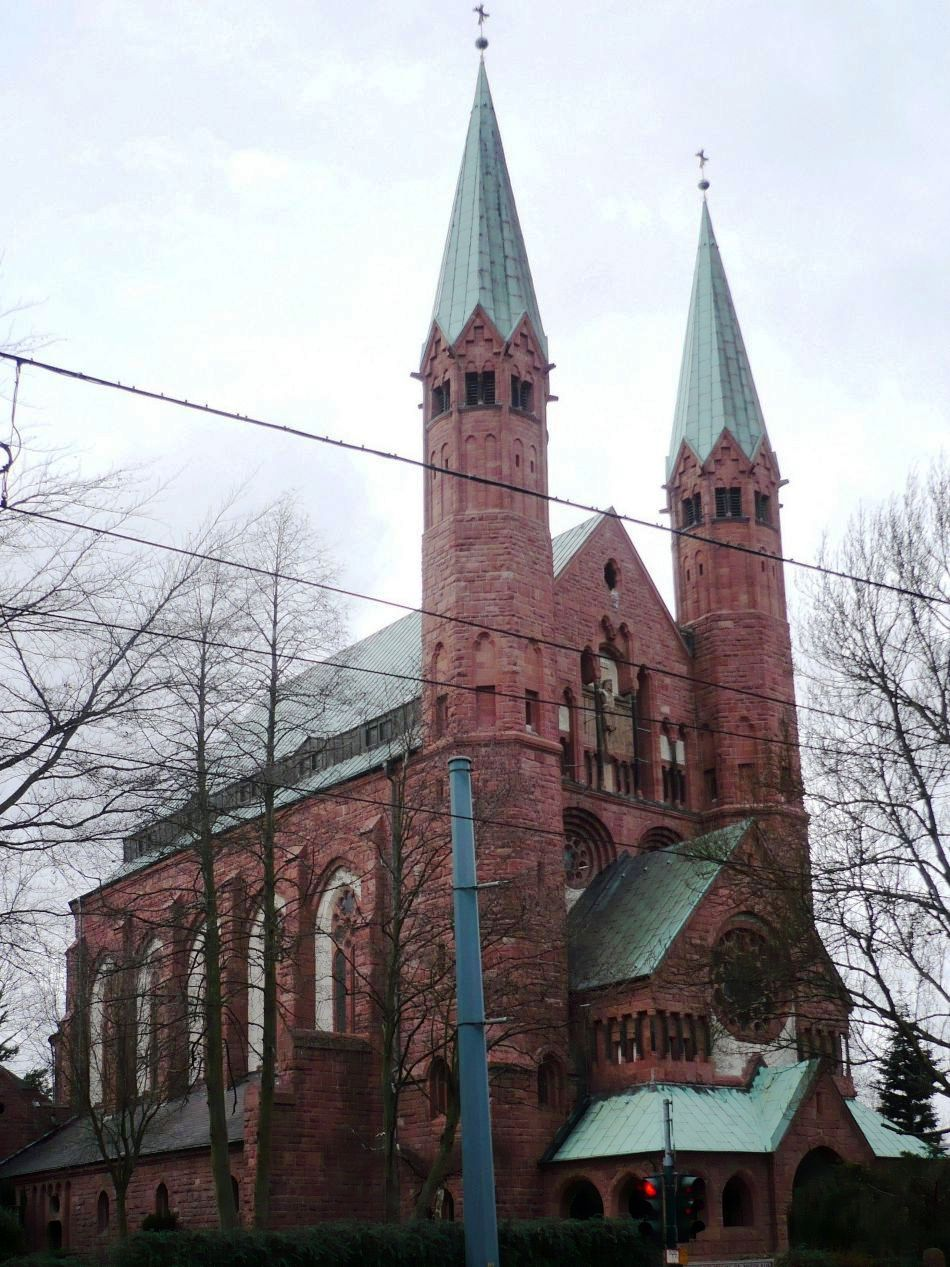
St.-Nikolaus-Kirche

Essen-Nordviertel und Stadtkern:
- Viehofer Platz
  - Kreuzeskirche im Stadtkern, Kirchenbau im Rundbogenstil und Sitz des Forums Kreuzeskirche
  - GOP Varieté im ehemaligen UFA-Kino „Grand Filmpalast“
  - Im alten Franziskanerkloster des Architekten Ernst Burghartz ist das Unperfekthaus von Reinhard Wiesemann einquartiert. Es bietet Künstler, Vereinen und Existenzgründern kostenlos Räume, Technik, Bühnen und Übernachtungsmöglichkeiten. Café, Restaurant und Bühne sorgen für regen Publikumsverkehr.

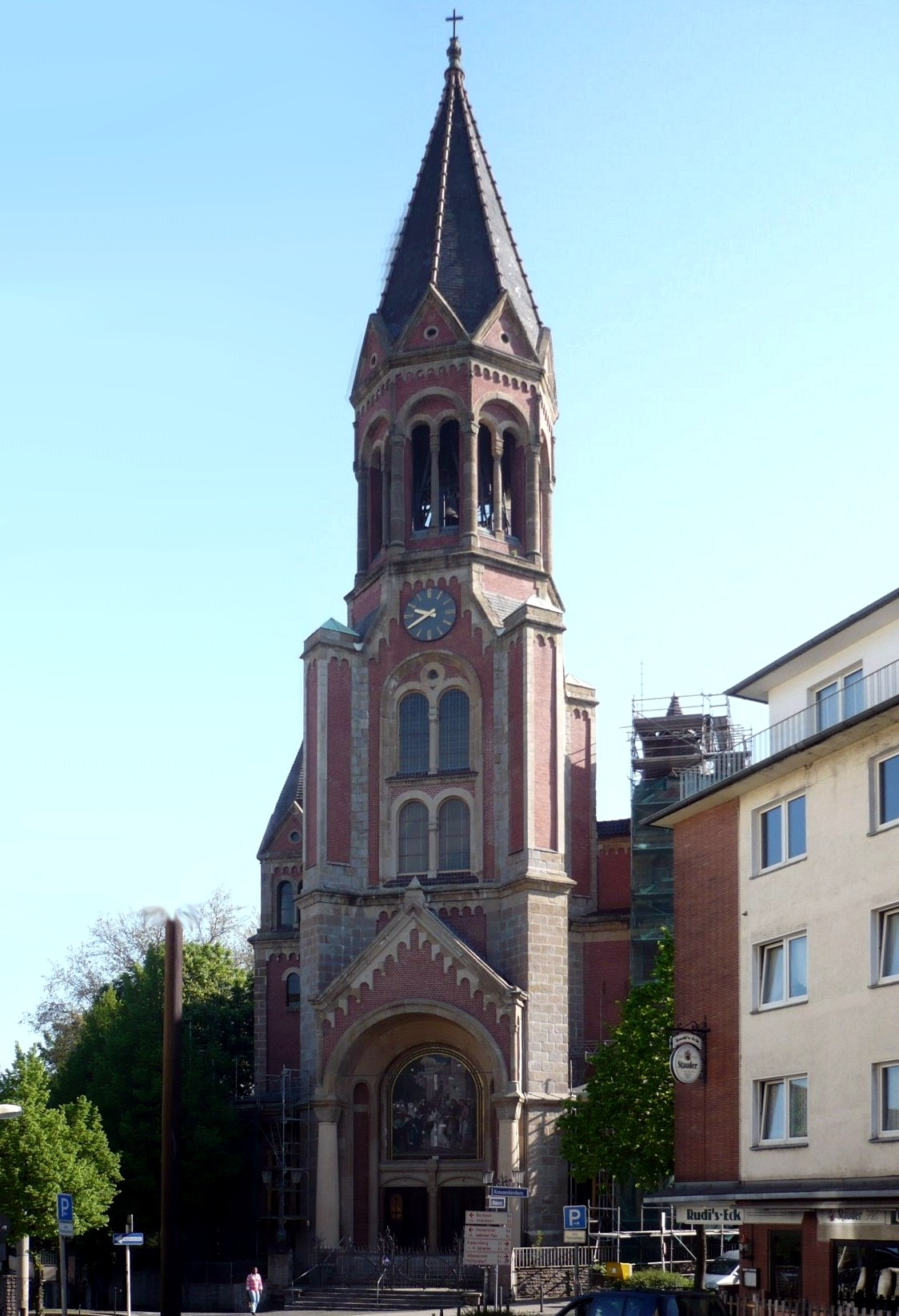
Kreuzeskirche
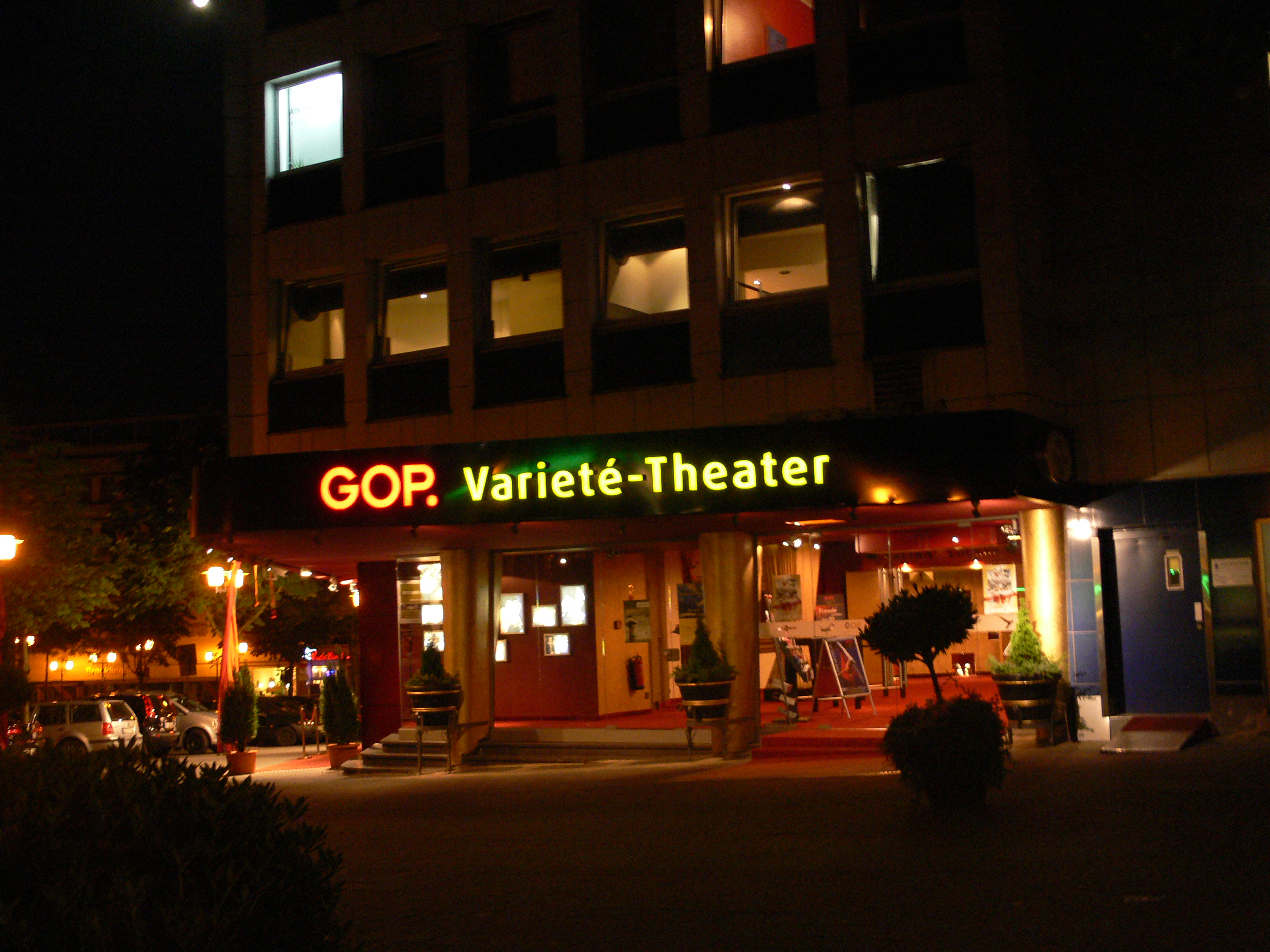
GOP Varieté am Abend
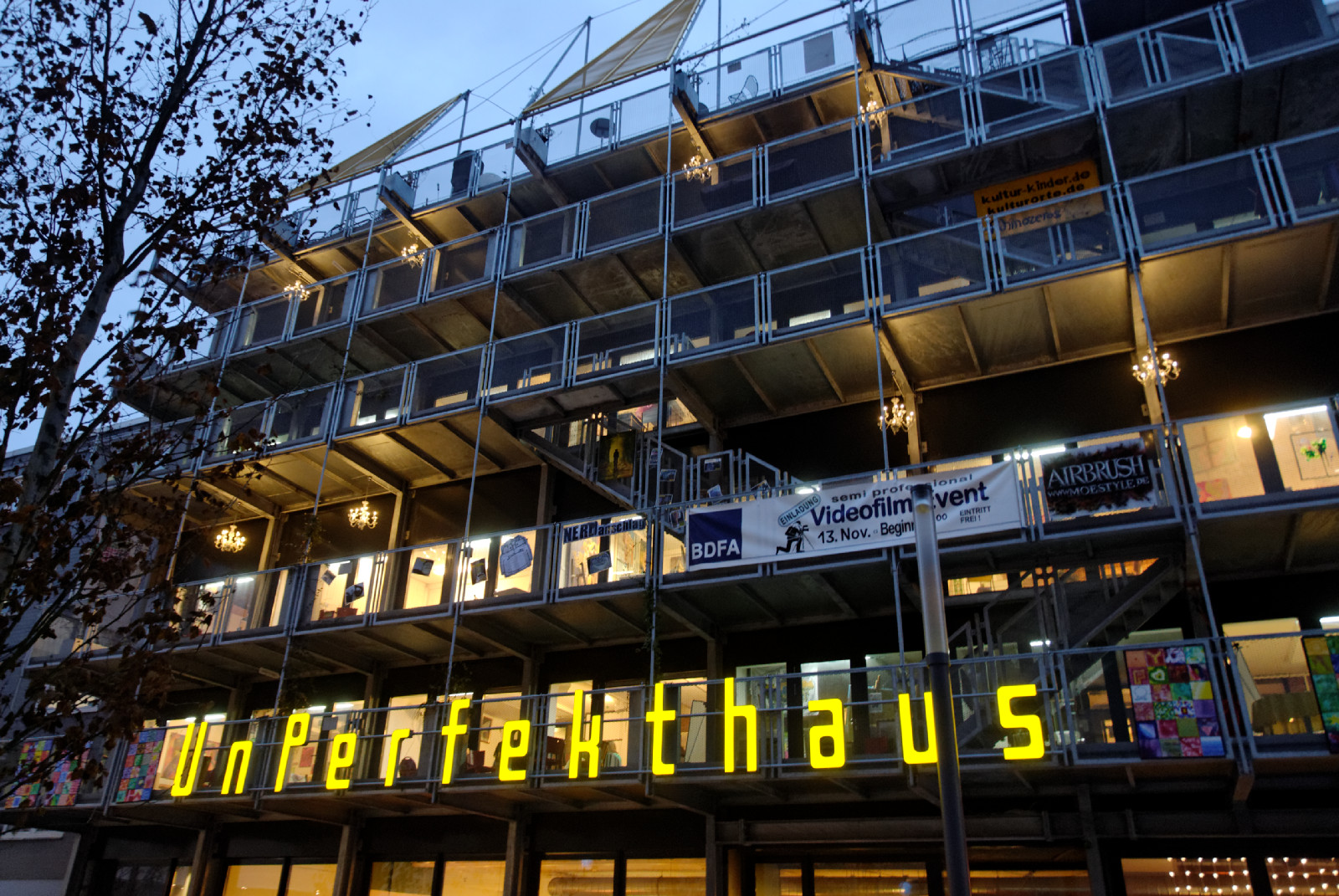
Unperfekthaus

- Rathaus Essen
  - Alte Synagoge
  - Alt-Katholische Friedenskirche
  - Marktkirche
  - Stratmanns Theater Europahaus, ehemals Amerikahaus Ruhr
  - Essener Dom mit der Domschatzkammer
  - Baedekerhaus und Blum-Haus von Ernst Bode, in den 1920er Jahren erbaut, Palastarchitektur mit Muschelkalkfassaden
  - Lichtburg, das historische Kino hat mit 1.250 Plätzen den größten Kinosaal Deutschlands
  - Boulevard-Theater im Essener Rathaus, dem höchsten Rathaus Deutschlands

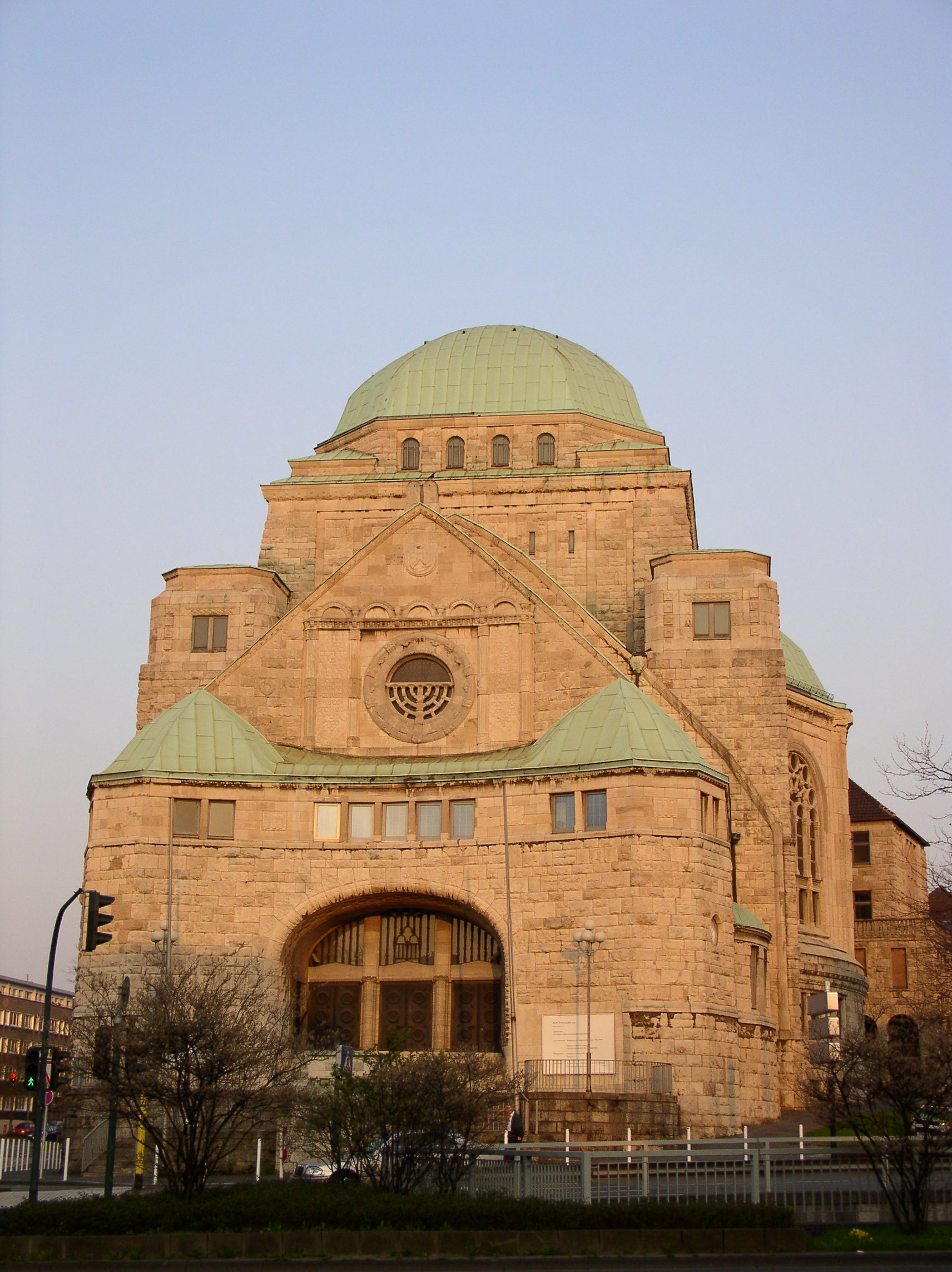
Alte Synagoge
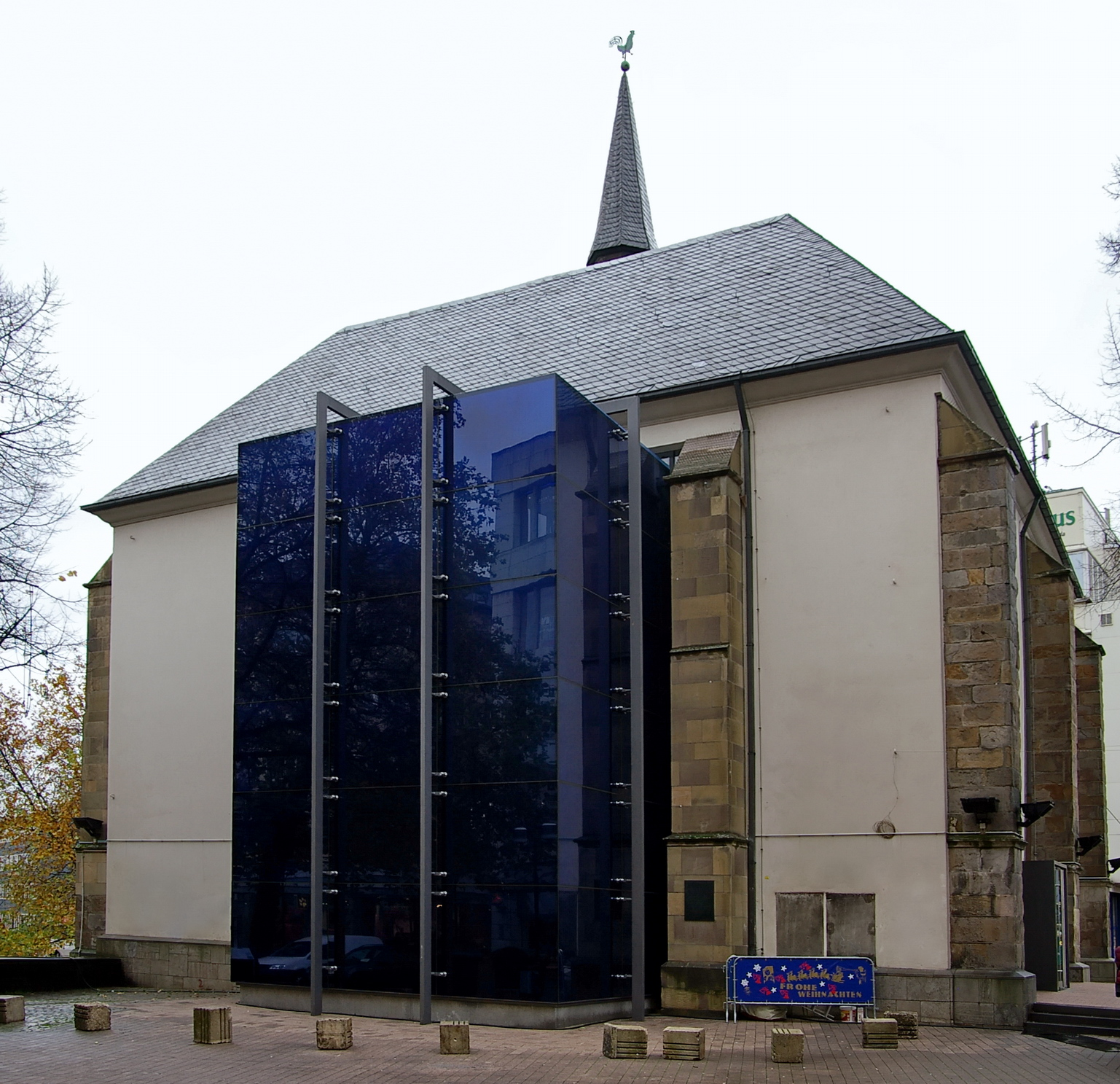
Marktkirche
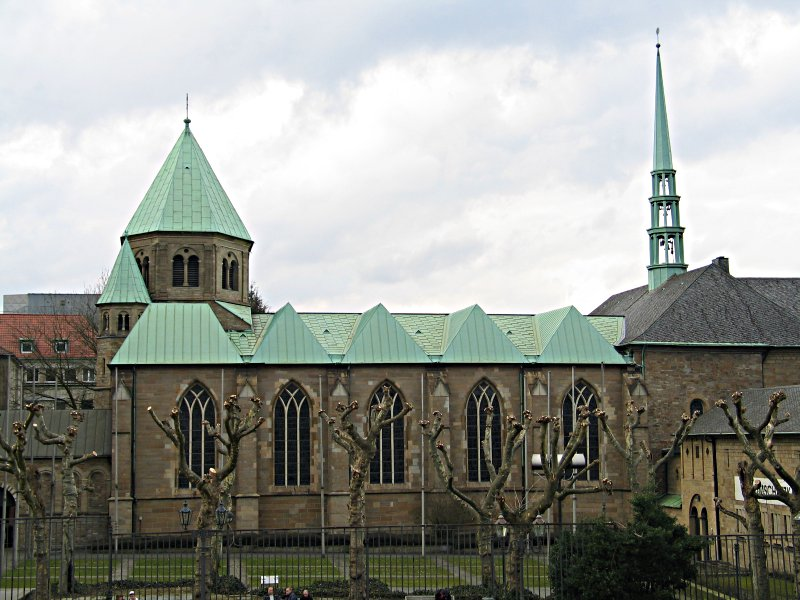
Essener Dom
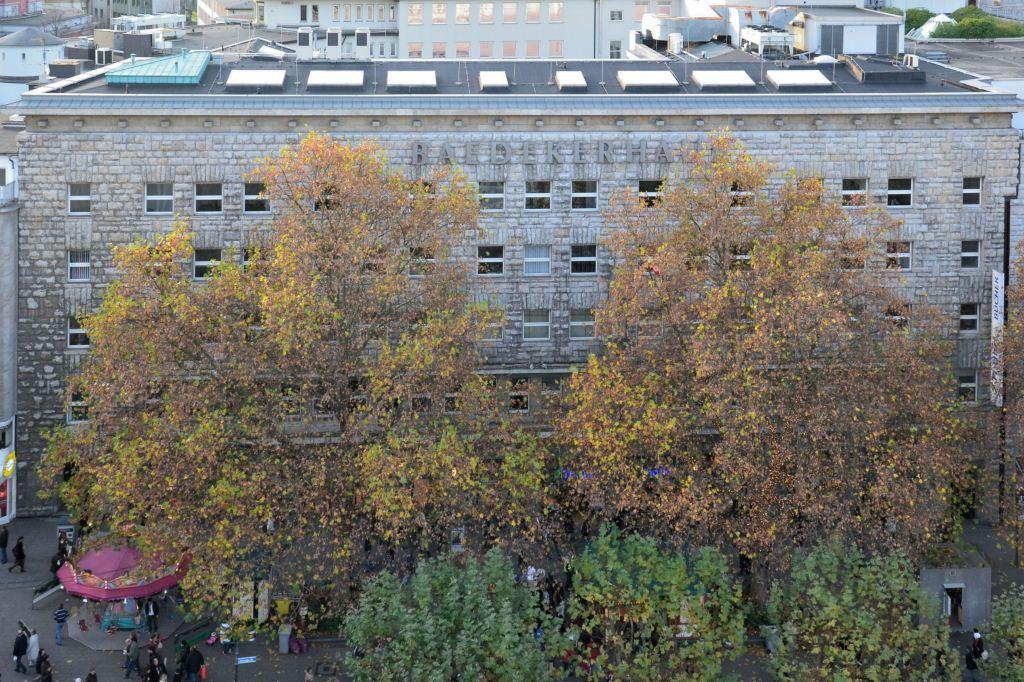
Baedekerhaus
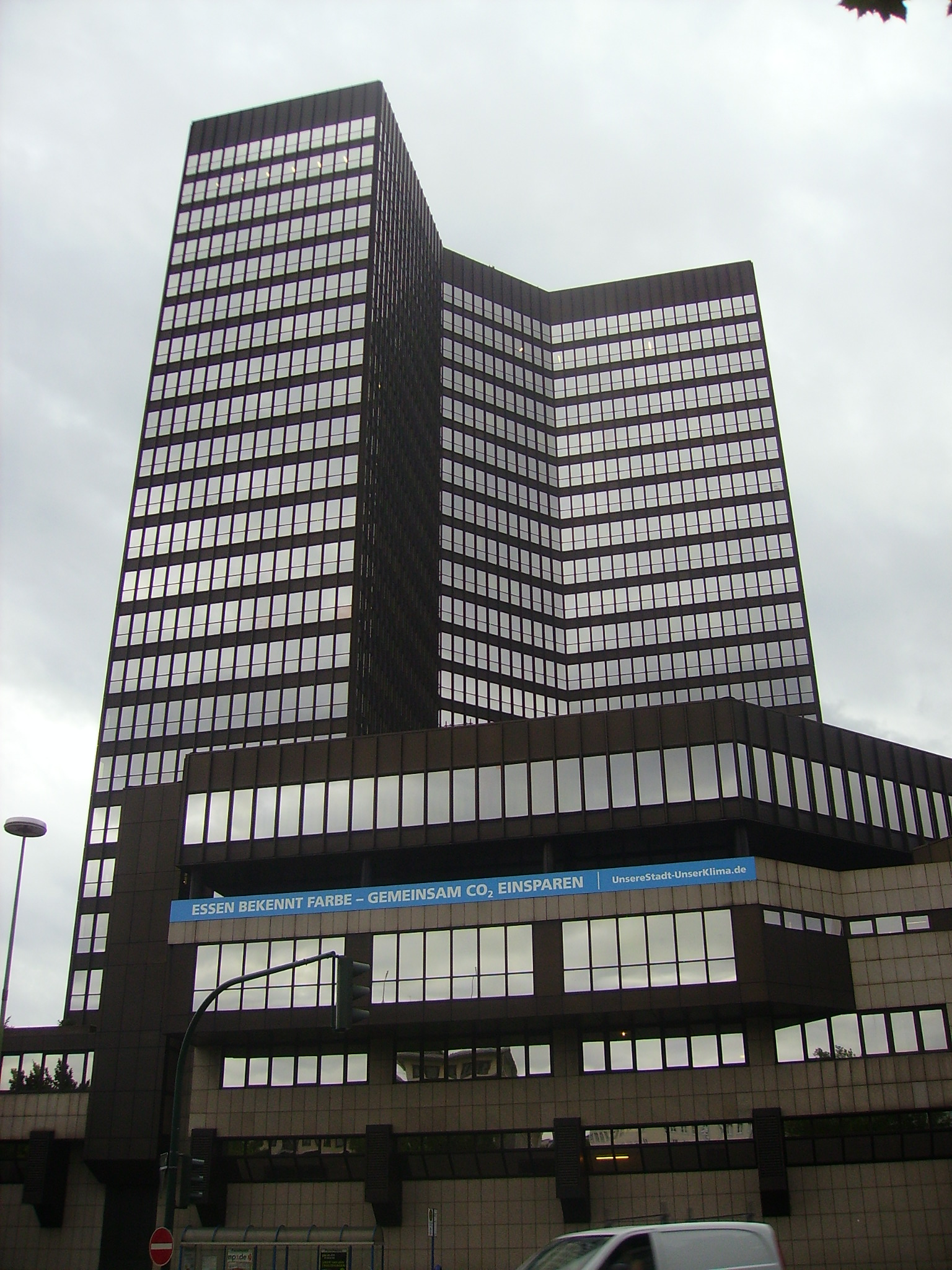
Rathaus Essen

- Essen Hauptbahnhof
  - RWE-Turm, Firmensitz und das weltweit erste ökologisch orientierte Hochhaus
  - Aalto-Oper
  - Postbank-Hochhaus, ehemals Postscheckamt, erbaut 1963–1968, unter Denkmalschutz
  - Das „Haus der Essener Geschichte“ in der ehemaligen Luisenschule am Bismarckplatz mit Neubau des Archives
  - Bahnhofsvorplatz mit markanten Vorkriegsbauten
  - Eickhaus von Georg Metzendorf, erbaut 1913, Verblendung aus Muschelkalk, ursprünglich mit Pagodendach
  - Haus am Kettwiger Tor, erbaut 1953–1957, Architekt Wilhelm Eggeling
  - Haus am Theaterplatz, die Theaterpassage, erbaut als Stadtsparkasse 1928 bis 1930 nach Entwürfen der Architekten Georg Metzendorf und Jakob Schneider
  - Deutschlandhaus
  - Grillo-Theater
  - Markt- und Schaustellermuseum

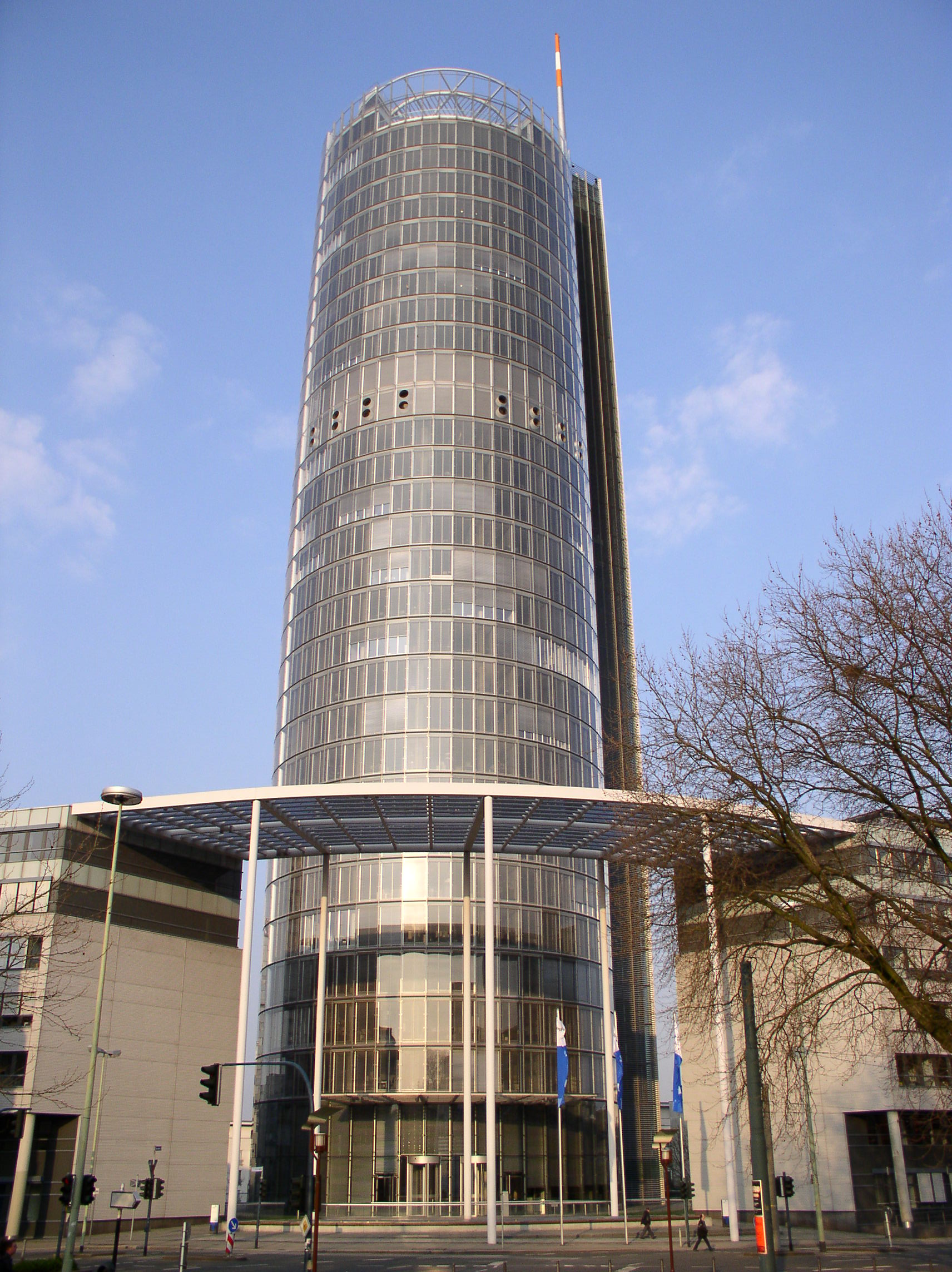
RWE-Turm
Aalto-Theater
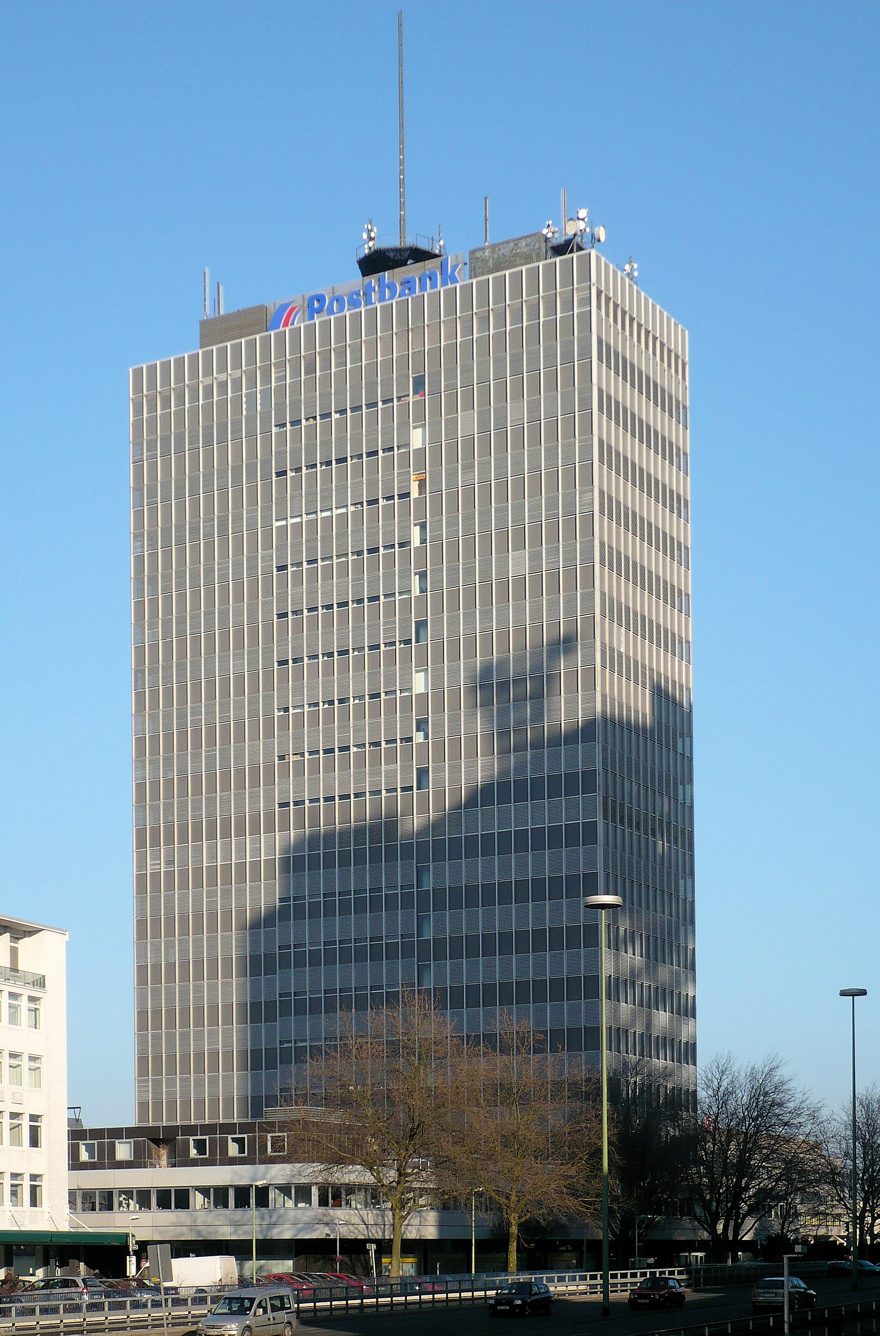
Postbank-Hochhaus
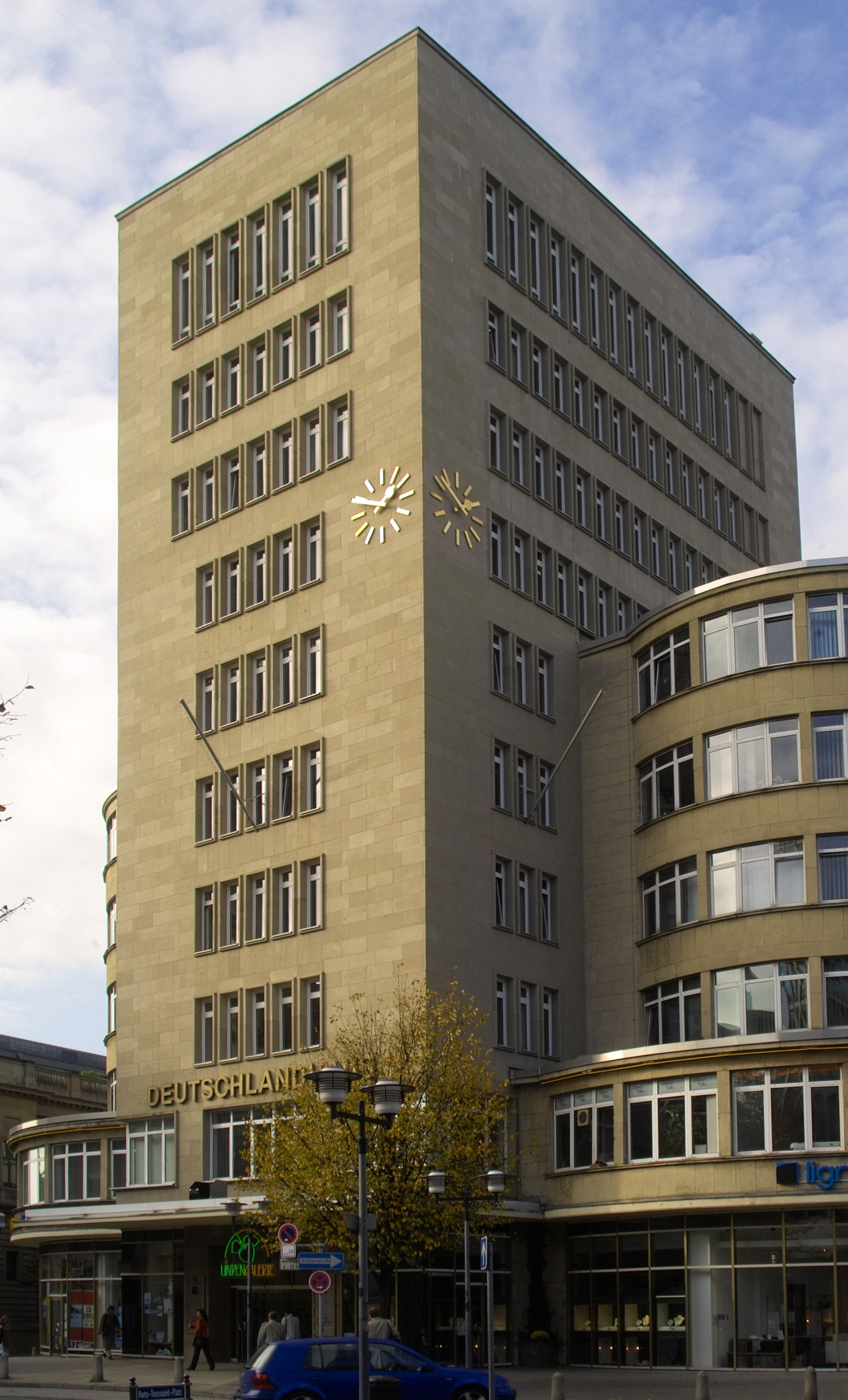
Deutschlandhaus
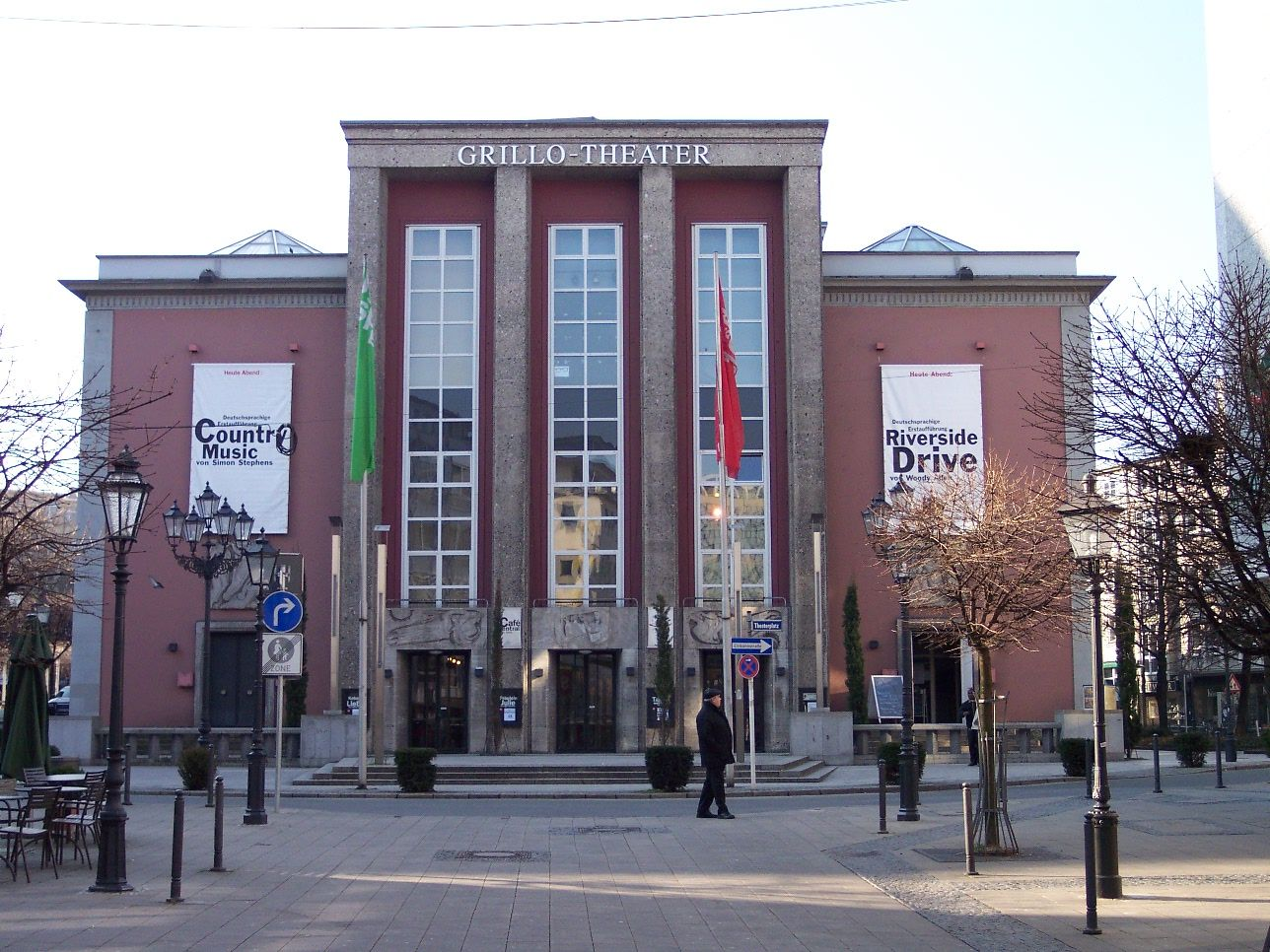
Grillo-Theater

- Philharmonie/Saalbau
  - Philharmonie/Saalbau
  - Steag-Zentrale, ehemals Ruhrkohlehaus II, erbaut 1956 bis 1960, Architekt Egon Eiermann
  - Glückaufhaus
  - Erlöserkirche (Essen)

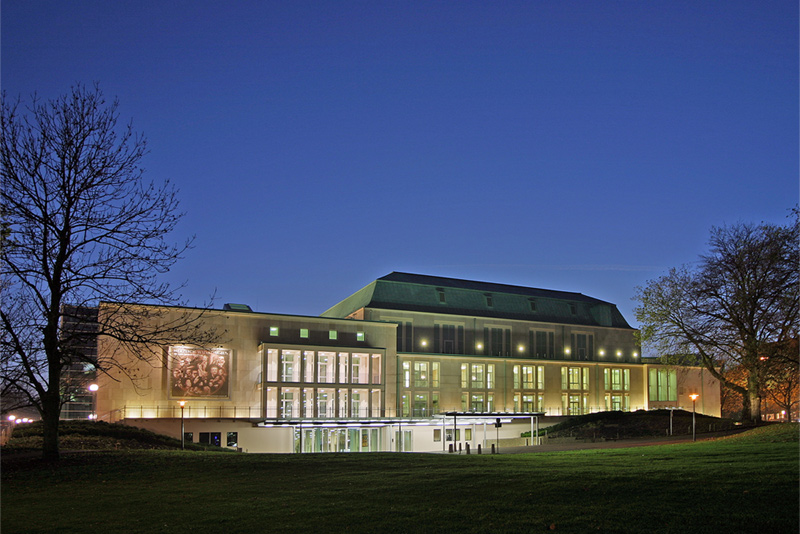
Saalbau Essen
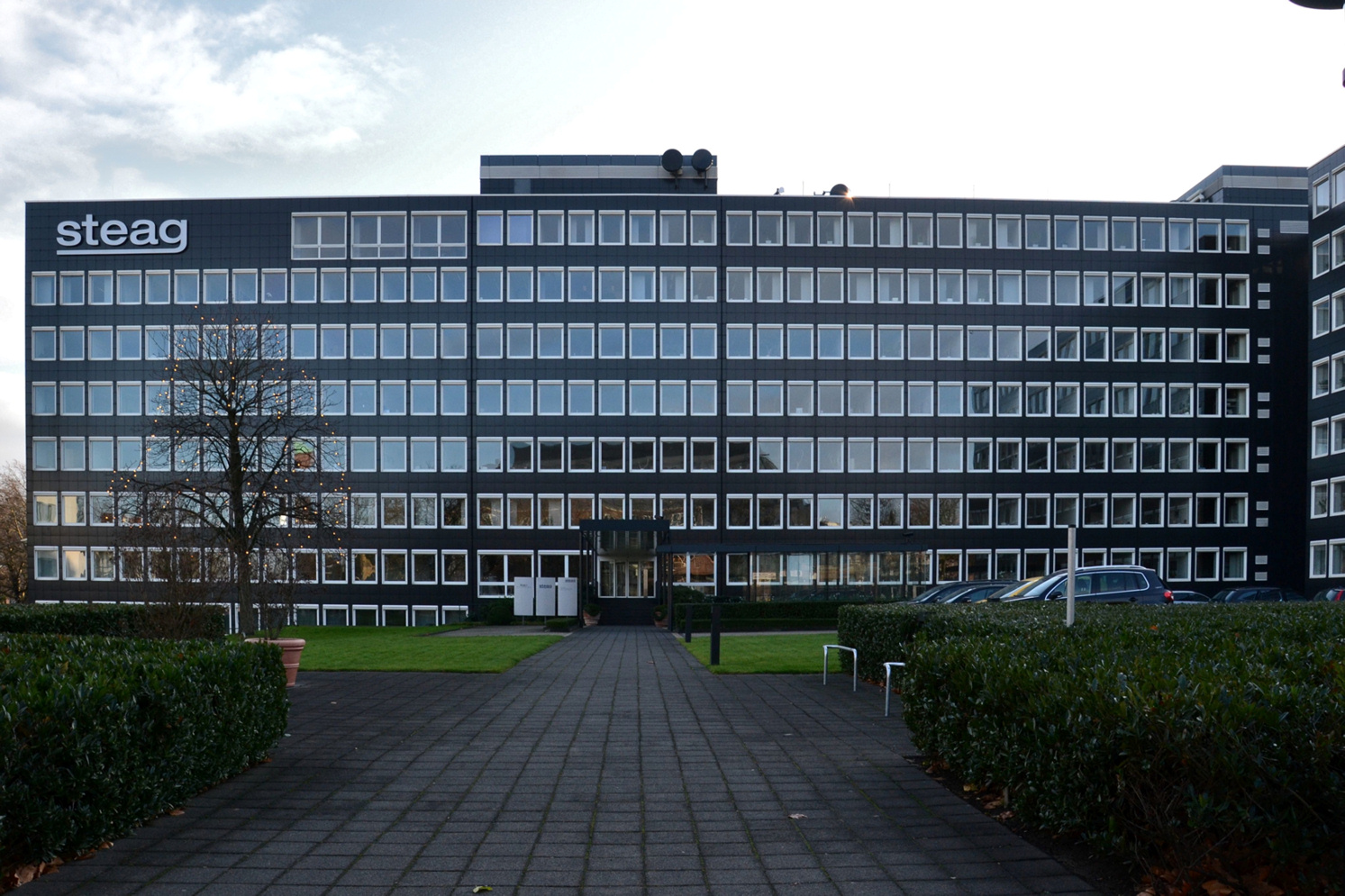
Steag-Zentrale
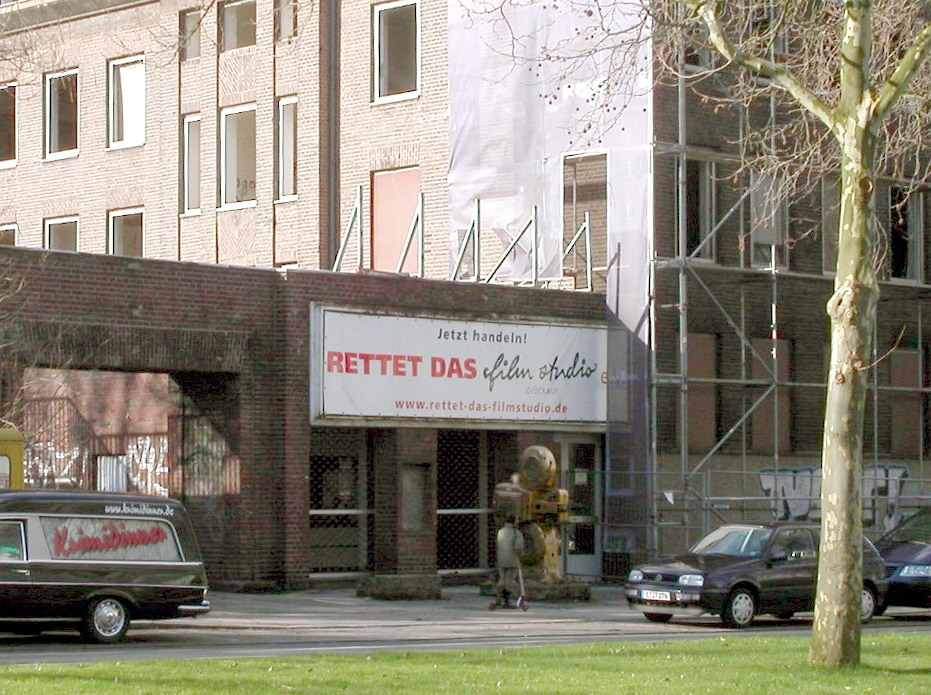
Filmstudio Glückauf während des Abrisses
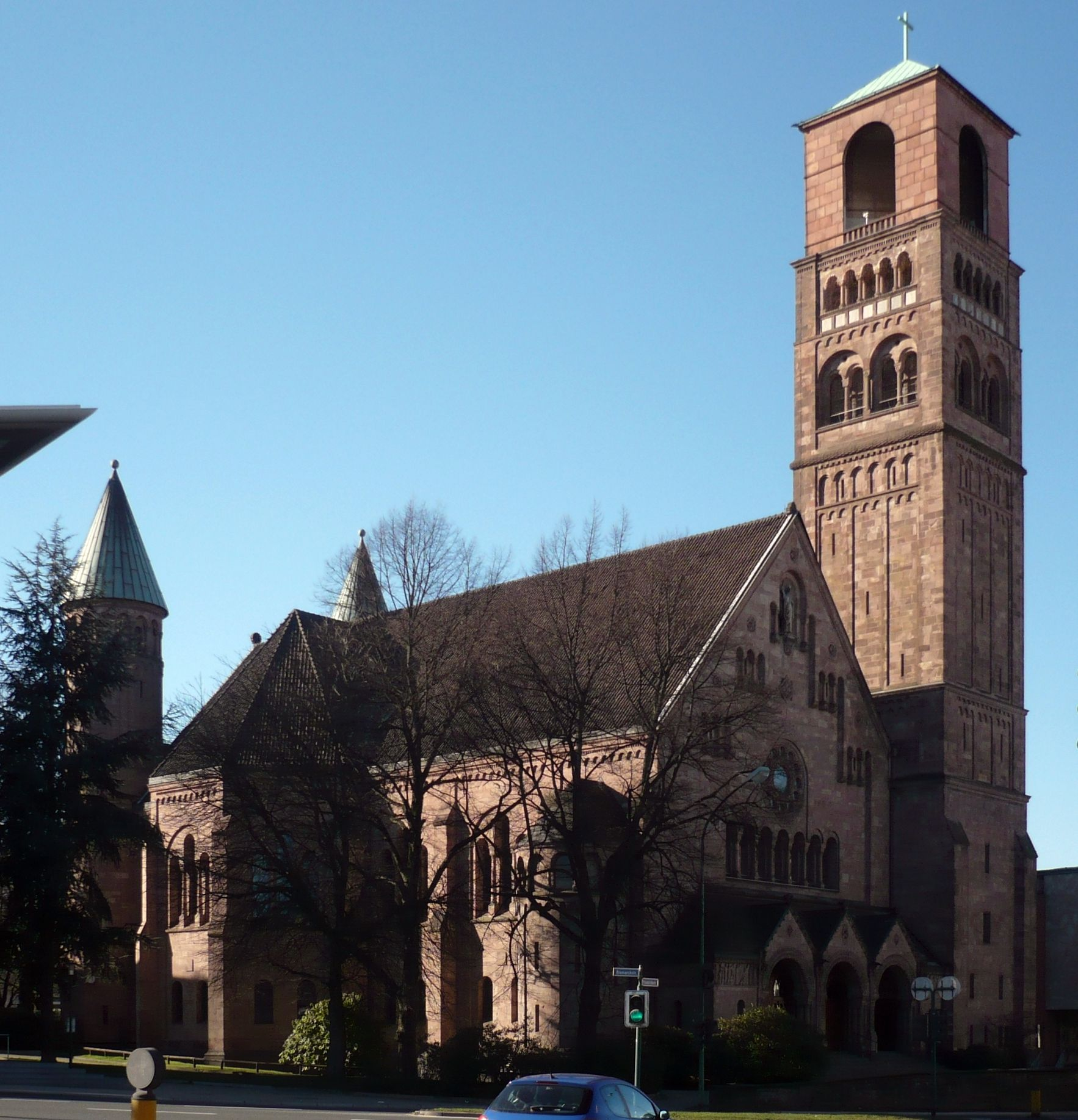
Erlöserkirche

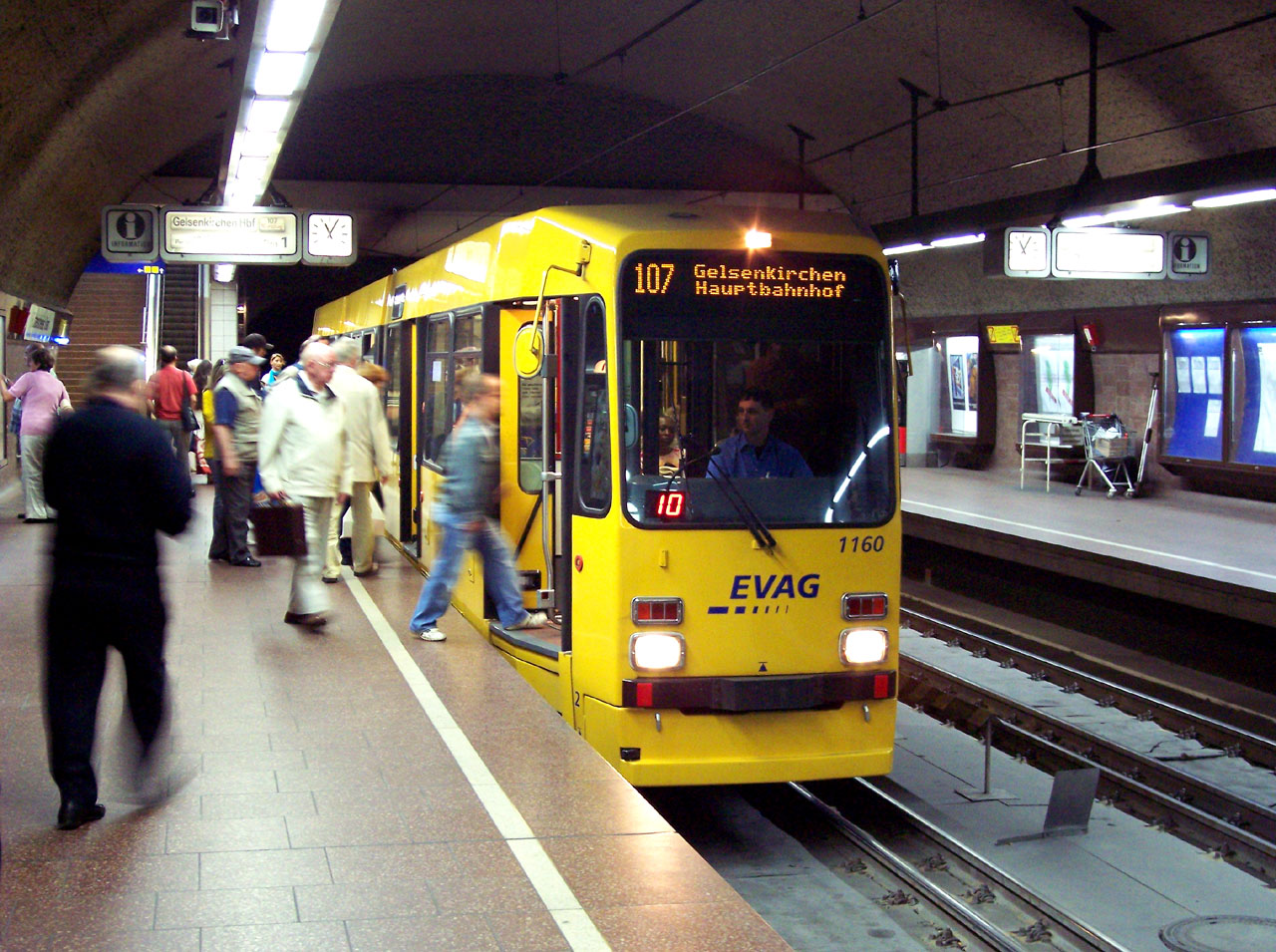
Wagen der Kulturlinie 107 im U-Bahnhof Rüttenscheider Stern

Essen-Rüttenscheid und Margarethenhöhe:
- Rüttenscheider Stern
  - Museum Folkwang
  - Erzhof, Unternehmenssitz der Ruhrbahn, erbaut 1922 bis 1924, Architekt Emil Jung
  - St.-Andreas-Kirche, Pfarrkirche mit Breil-Orgel, erbaut 1955 bis 1957, Architekt Rudolf Schwarz, Vorgängerbau wurde im Zweiten Weltkrieg zerstört
  - Kulturwissenschaftliches Institut Essen (KWI)
  - Soul of Africa Museum, Europas einziges Museum für Voodoo und Heilung
  - Theater Courage, 1992 aus dem 1986 gegründeten „Theater Freudenhaus“ hervorgegangen
- Martinstraße
  - Essen-Margarethenhöhe
  - Katakomben-Theater im Girardet-Haus, zeigt Kleinkunst und Kabarett, Comedy und Weltmusik
- Florastraße
  - Grugapark und Grugahalle
  - Siedlung Altenhof I
- Alfredusbad

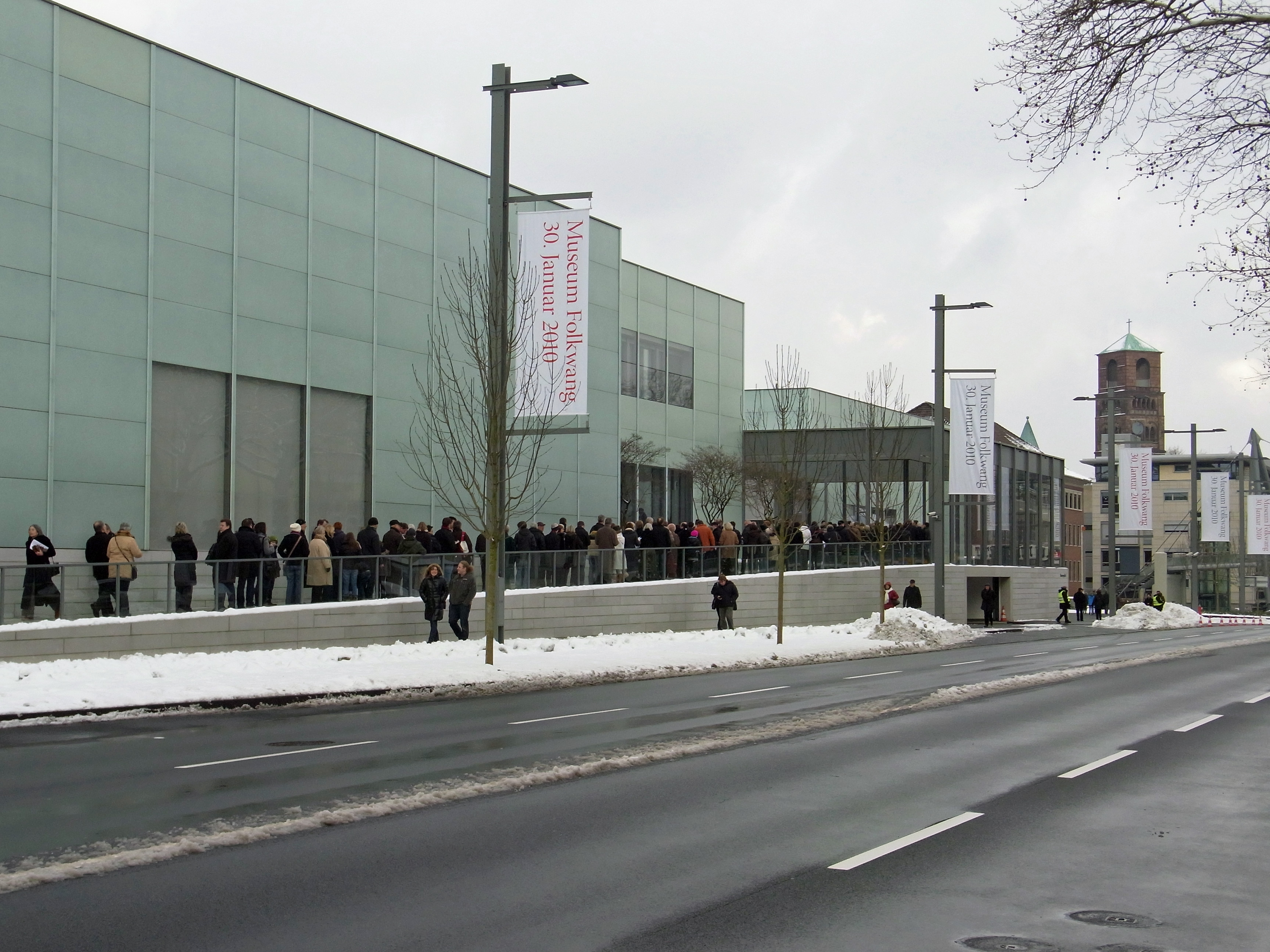
Museum Folkwang
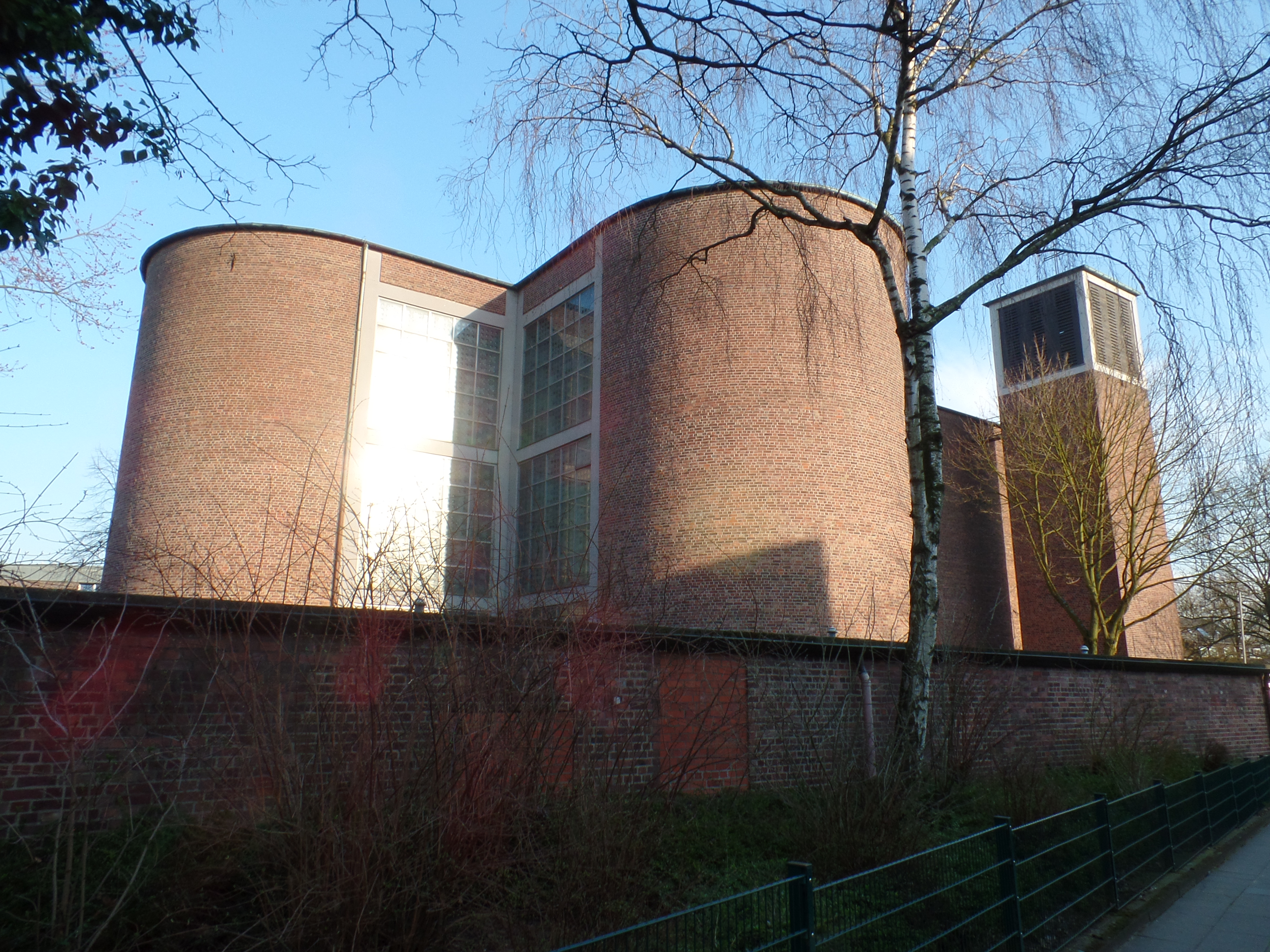
St.-Andreas-Kirche
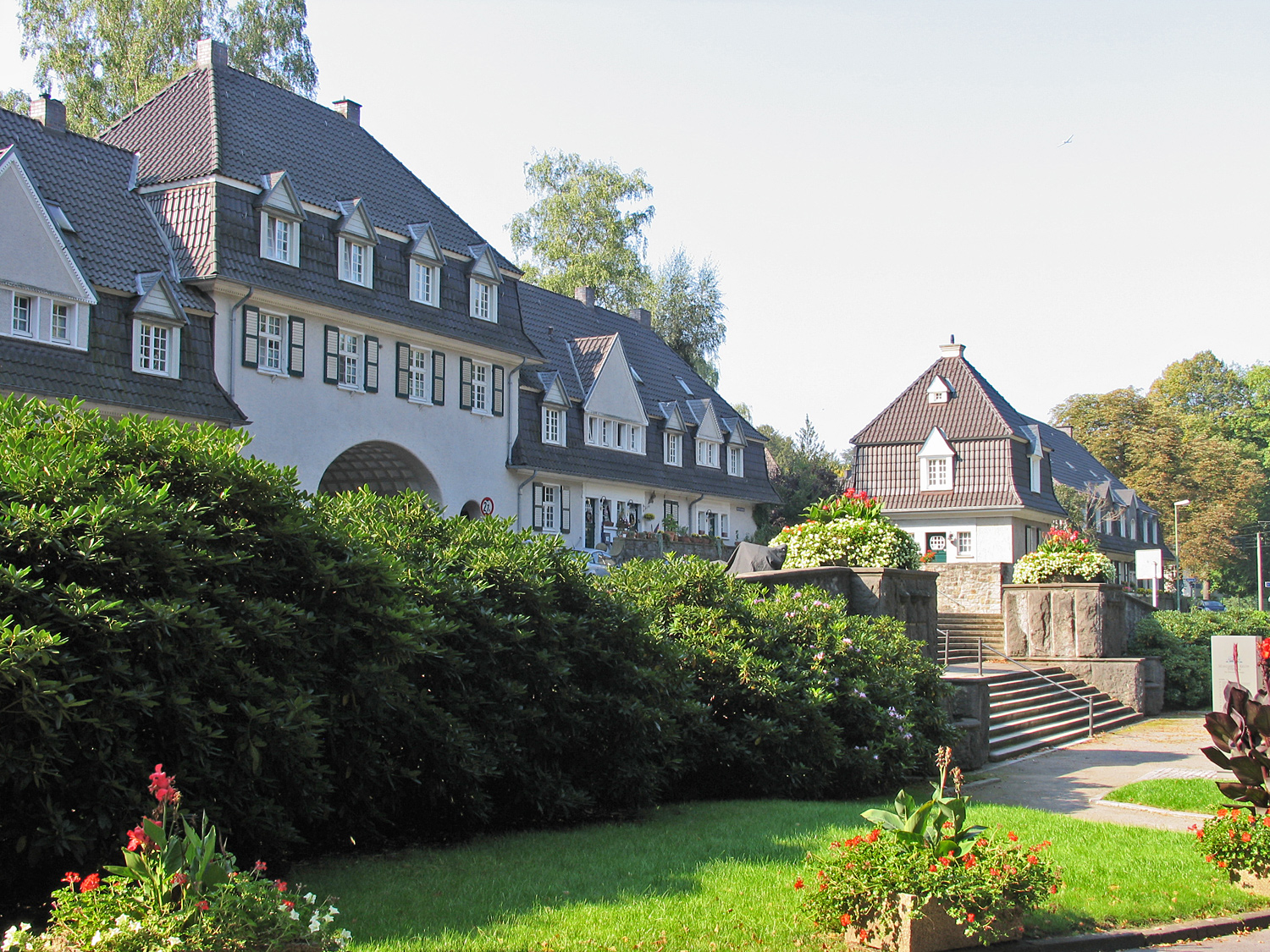
Torhaus Margarethenhöhe
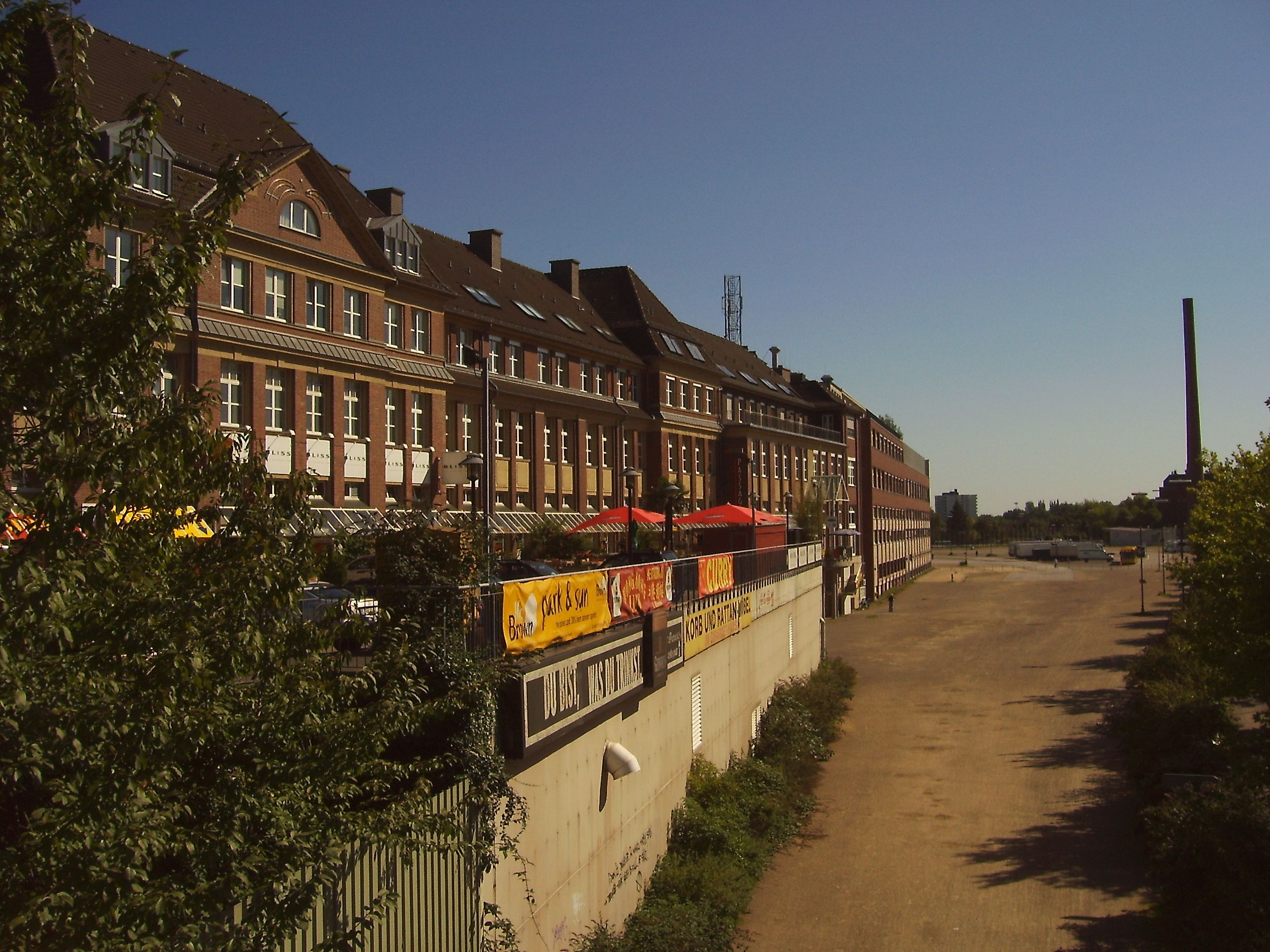
Giradethaus
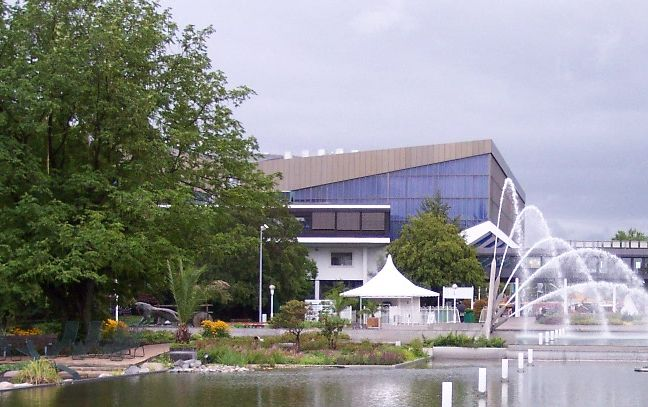
Grugahalle

Essener Süden:
- Kruppallee
- Frankenstraße
  - Siedlung Brandenbusch
  - Villa Hügel mit Hügelpark
- Bredeney
  - Ruhrhöhen mit Kruppwald, ausgedehnte Waldflächen im Essener Süden

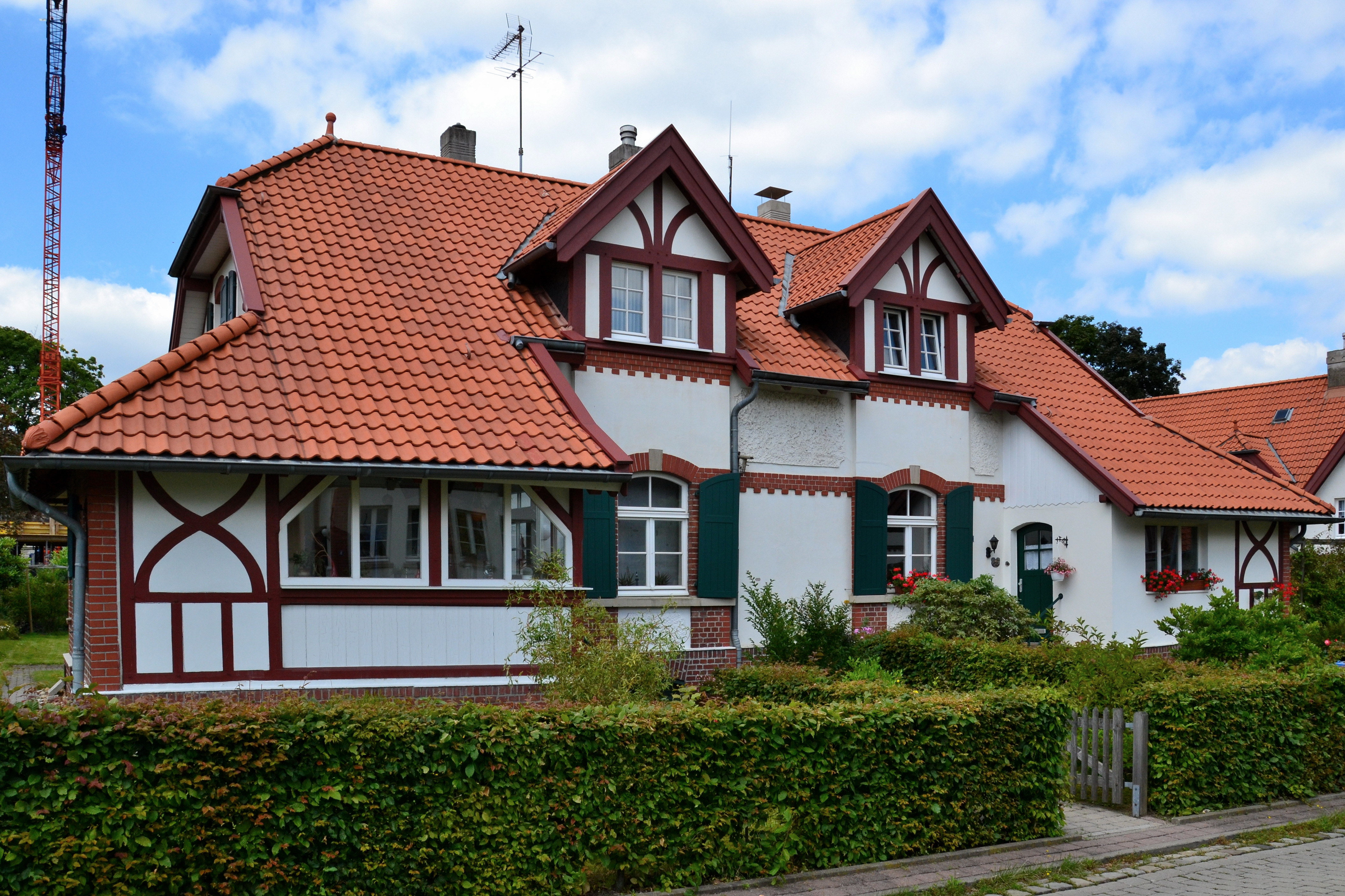
Siedlung Brandenbusch
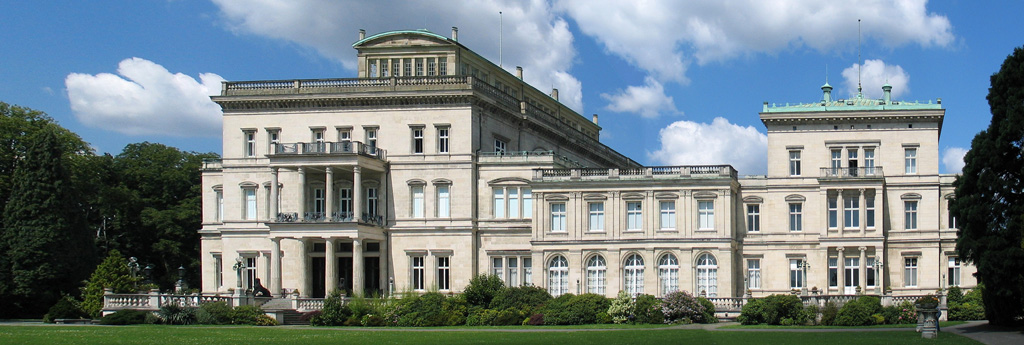
Villa Hügel
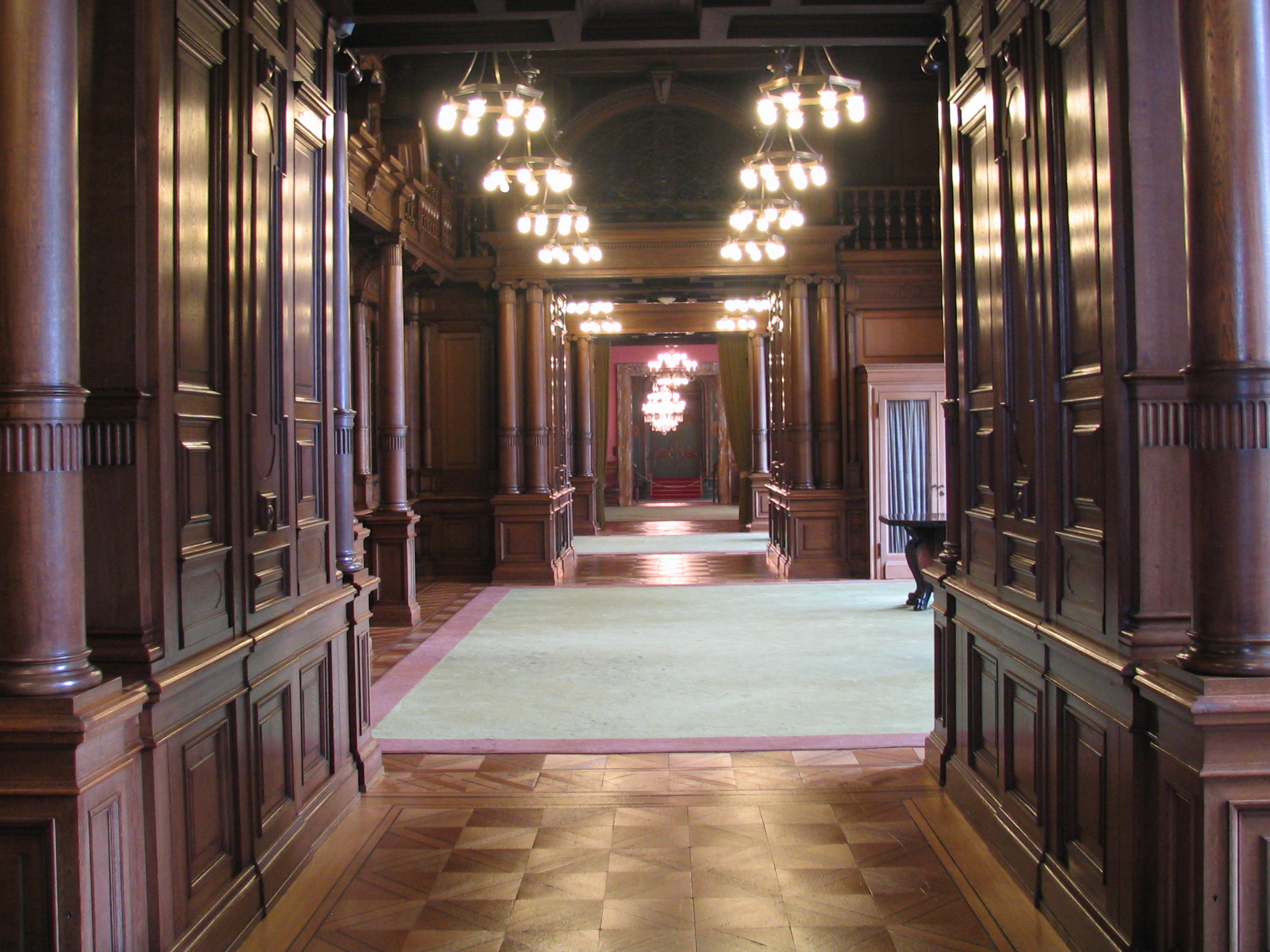
Blickachse aus der Bibliothek
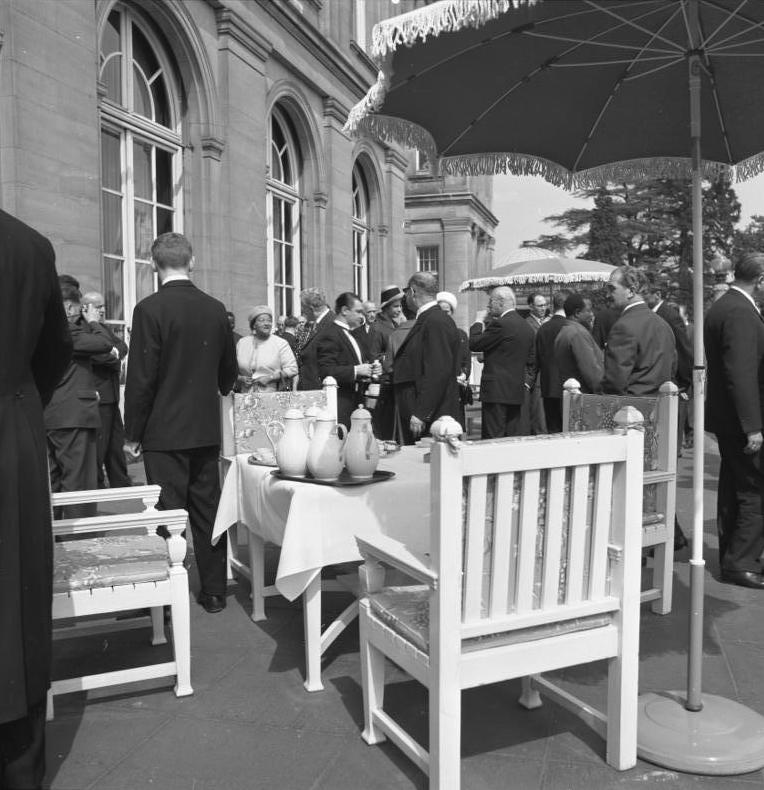
Staatsbesuch 1961 in der Villa Hügel
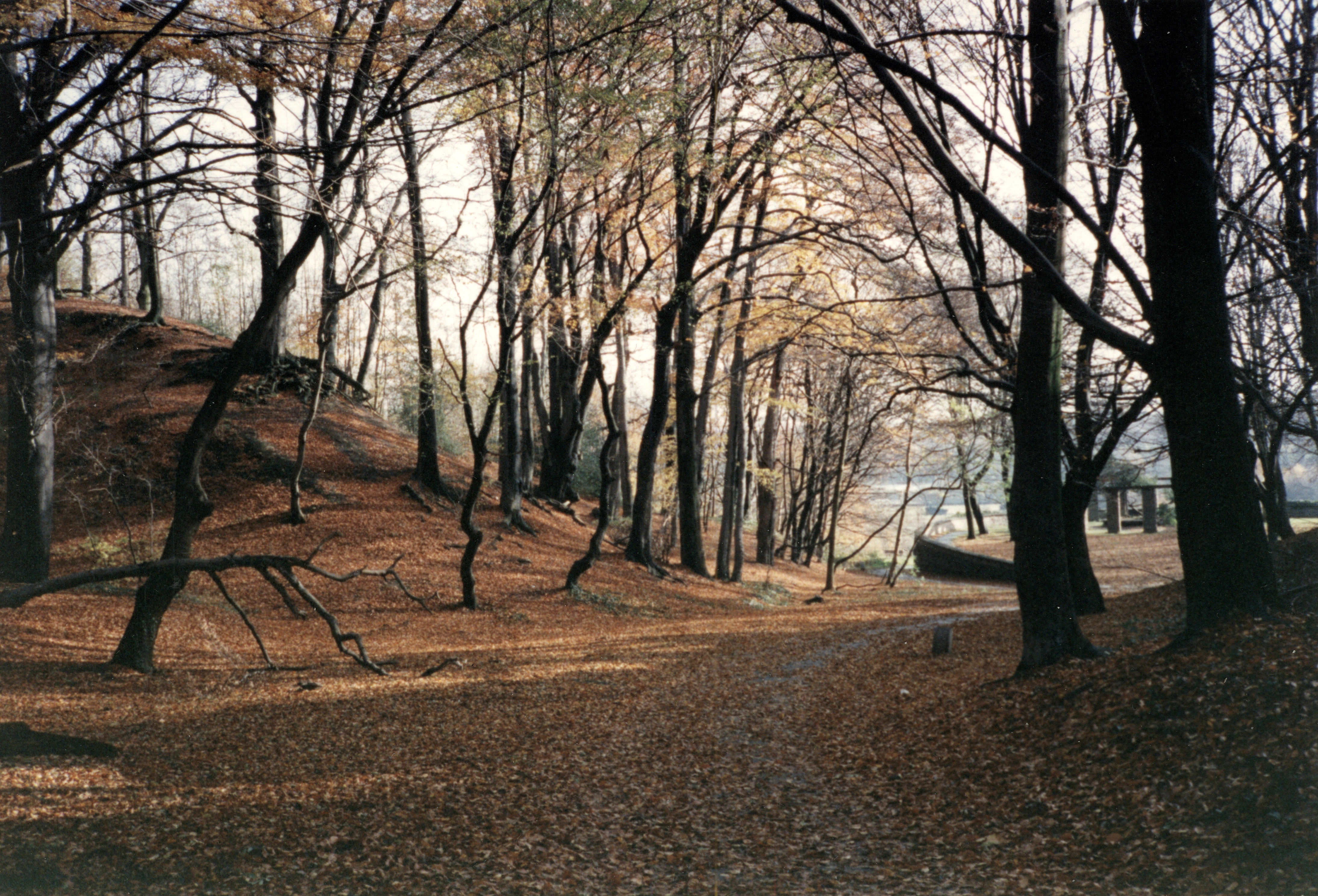
Wald im Herbst bei Haus Horst

Das Projekt findet Unterstützung durch den RWE sowie den Baukonzern Hochtief. Eine genaue Beschreibung der Kulturstätten sind im Kulturfahrplan auf der Homepage der Kulturlinie 107 zu finden (siehe Weblinks).

## Trivia
Essen besitzt noch eine zweite Straßenbahnlinie mit Beinamen, die Naturlinie 105. Diese erhielt ihre Bezeichnung anlässlich der Bewerbung Essens zur grünen Hauptstadt Europas 2016. Genauso wie die Kulturlinie 107 kulturell interessante Ziele verbindet, führt die Naturlinie 105 auf der Achse Essen-Frintrop–Essen-Rellinghausen zu attraktiven Zielen in der Natur: Von den grünen Winkeln der Frintroper Höhe über den Schlosspark Borbeck und die Gärten der Essener Weststadt bis hin zum Ruhrtal in Essen-Rellinghausen. Wie bei der Kulturlinie 107 werden bei der Naturlinie 105 diese Ziele mit Infotafeln an den Haltestellen ausgewiesen. Die Haltestellen Rathaus Essen und Essen Hauptbahnhof werden durch beide Linien angefahren.